# Boeing 747
Vous lisez un « bon article » labellisé en 2011.
Le Boeing 747 est un avion de ligne à réaction américain à fuselage large construit entre 1968 et 2022 par Boeing, souvent désigné par son qualificatif, Jumbo Jet ou Reine des Cieux. Sa « bosse » caractéristique à l'avant du fuselage fait du 747 un appareil particulièrement reconnaissable. Le 747 est également le premier avion de ligne à fuselage large. Construit aux États-Unis par le groupe Boeing Commercial Airplanes, le 747 dans sa première version a une capacité deux fois et demie supérieure à celle du Boeing 707 qui est l'un des grands avions commerciaux des années 1960. Effectuant son premier vol le 9 février 1969 et mis en service en janvier 1970, le 747 détient pendant 37 ans le record de la capacité de passagers, jusqu'à l'arrivée de l'Airbus A380.
Ce quadriréacteur dispose d'un double-pont sur une partie de sa longueur. Il est disponible en transport de passagers, avion cargo et sous d'autres versions. Le pont supérieur est conçu pour servir de salon de première classe ou accueillir des sièges supplémentaires et permet également à l'avion d'être facilement converti en cargo en retirant les sièges et en installant une porte cargo sur le nez. En effet, Boeing s'attend à l'arrivée d'avions de ligne supersoniques, dont le développement est annoncé au début des années 1960, ce qui rendrait le 747 et d'autres avions obsolètes tandis que la demande d'appareils cargo subsoniques devrait être soutenue. Le 747 est appelé à devenir obsolète après la vente de 400 appareils, mais il dépasse les attentes des critiques et, en 1993, le 1000e appareil est construit. Au 31 octobre 2021, 1 565 appareils avaient été livrés depuis 1970 et huit restent en commande.
Le 747-400, version en service la plus répandue, a une vitesse de croisière de Mach 0,85 à 0,855 (jusqu'à 920 km/h) avec une distance franchissable intercontinentale de 13 450 km. La version passager du 747-400 peut accueillir selon les configurations 416 passagers en trois classes, 524 passagers en deux classes ou 660 passagers en classe unique. Dernière version de l'avion, le 747-8 reçoit sa certification en 2011 et est toujours en production en 2020. Les livraisons de la version cargo 747-8F au premier client Cargolux débutent en octobre 2011 ; celles de la version passagers 747-8I pour la Lufthansa commencent en mai 2012. En juillet 2019, 461 Boeing 747 toutes versions confondues sont en service dans les compagnies aériennes. Fin juillet 2020, Boeing annonce que la production du 747 sera définitivement arrêtée en 2022 avec un total de 1 574 exemplaires. Le dernier sorti d'usine est un Boeing 747-8 Freighter le 6 décembre 2022. Il a décollé pour la première fois le 18 décembre.
Le 31 janvier 2023, la compagnie américaine Atlas Air prend livraison à Seattle (État de Washington) de l'ultime exemplaire du gros-porteur long-courrier ; une version cargo, comme la majorité des 747 sortis des chaînes ces dernières années. Immatriculé N863GT, ce tout dernier 747 est orné du portrait de Joe Sutter, considéré comme le père de l’avion. Pour l’occasion, Boeing, dont la renommée a grandement bénéficié du 747, organise une cérémonie dans son usine d’Everett, dans la grande banlieue de Seattle. Ce site a été construit en 1969 justement pour produire le fameux jumbo-jet puis ses successeurs, le 767, le 777 et le 787 Dreamliner.

## Conception et développement

### Contexte historique
En 1963, la United States Air Force (USAF) lance des projets d'études pour un avion de transport stratégique à très grande capacité. Bien que le C-141 Starlifter soit alors en cours d'introduction, elle souhaite un appareil plus grand, polyvalent, afin d'emporter notamment des charges hors normes que ne peuvent embarquer les avions cargos existants. Au terme de ces études, l'Air Force lance un appel d'offres pour le programme CX-Heavy Logistics System (CX-HLS) en mars 1964 ; l'avion doit pouvoir emporter une charge maximale de 81 600 kg à une vitesse de Mach 0,75 (800 km/h) et avoir une distance franchissable de 9 300 km sans ravitaillement avec une charge de 52 200 kg. La soute doit mesurer 5,18 m de large et 4,11 m de haut, pour une longueur de 30 m, et être accessible par l'avant et par l'arrière.
Il est prévu que l'avion soit motorisé par seulement quatre turboréacteurs, ce qui impose d'en améliorer les performances, au bénéfice de la consommation de carburant. En mai 1964, les avionneurs Boeing, Douglas, General Dynamics, Lockheed et Martin Marietta présentent leurs propositions pour la cellule du nouvel avion ; General Electric, Curtiss-Wright et Pratt & Whitney proposent des moteurs. Après une première sélection, Boeing, Douglas et Lockheed se voient attribuer des contrats d'études supplémentaires pour la cellule et General Electric et Pratt & Whitney pour les moteurs,,.
Les trois propositions des avionneurs ont plusieurs caractéristiques en commun. Comme le CX-HLS doit pouvoir être chargé par l'avant, une porte doit occuper l'emplacement habituel du poste de pilotage ; les trois sociétés résolvent le problème en déplaçant le cockpit au-dessus de la soute. Sur le projet de Douglas, le cockpit forme une petite bosse juste en avant et au-dessus de la voilure ; celui de Lockheed présente un fuselage bilobé avec un pont supérieur, moins large, courant sur toute la longueur du fuselage ; chez Boeing, le pont supérieur est un peu plus long que sur le projet de Douglas et s'étend jusqu'à l'arrière de la voilure. En septembre 1965, l'avion de Lockheed et le moteur de General Electric sont sélectionnés ; le nouvel avion est désigné C-5 Galaxy et est, à l'époque, le plus gros avion militaire du monde. La porte cargo frontale et le cockpit surélevé seront repris sur le 747.

### Projet d'avion de ligne
Le 747 est conçu au cours des années 1960, à une époque où le nombre de passagers transportés est en pleine augmentation. L'ère du jet, inaugurée par les très populaires Boeing 707 et Douglas DC-8 a permis de révolutionner les voyages à grande distance. Avant même son échec pour le contrat du CX-HLS, l'avionneur de Seattle est approché par Juan Trippe, président de la Pan American World Airways, un des principaux clients de Boeing, qui lui demande de construire un avion de ligne ayant deux fois la capacité du 707. À cette époque, la congestion des aéroports, aggravée par le fait qu'un nombre de plus en plus grand de passagers voyagent dans des avions relativement petits, devient un problème qui pourrait être résolu, selon Juan Trippe, par des avions à plus grande capacité.
En 1965, Joe Sutter quitte l'équipe de développement du Boeing 737 pour superviser les études du nouvel avion de ligne, désigné sous le nom de modèle 747. Joe Sutter lance une étude de développement avec la Pan Am et d'autres compagnies aériennes afin de mieux connaître leurs exigences. À cette époque, les spécialistes pensent que les vols à grandes distances seraient effectués tôt ou tard par des avions supersoniques ; ainsi, Boeing conçoit son avion de manière à pouvoir être facilement adapté pour le transport de fret subsonique et rester en production, même si les ventes pour les versions de transport de passagers diminuent. Comme avion cargo, le 747 doit pouvoir emporter des conteneurs, qui sont à ce moment-là en cours d'introduction massive pour le transport de marchandises ; ces conteneurs mesurent 2,4 m de haut et de large, et sont disponibles avec une longueur de 6,1 et 12,2 mètres (20 et 40 pieds). Avec une taille similaire à celui du projet CX-HLS, le fuselage de l'avion est suffisamment grand pour accueillir deux rangées de conteneurs côte à côte.
En avril 1966, la Pan Am passe commande de 25 747-100 pour un coût total de 525 millions de dollars ; cette commande comprend 23 appareils pour le transport de passagers et deux en version cargo,. Au cours de la cérémonie de signature du contrat, qui a lieu à Seattle lors du 50e anniversaire de Boeing, Juan Trippe prédit que le 747 devrait être « ... une grande arme pour la paix, concurrençant les missiles intercontinentaux pour le destin de l'humanité,, ». En tant que client de lancement et en raison de son implication dans le programme avant de passer commande, la Pan Am peut influencer la conception et le développement du 747, dans une mesure jamais égalée par une seule compagnie aérienne.

### Travail de conception
Finalement, le dessin du CX-HLS à voilure haute de Boeing n'est pas repris pour le 747, bien que les techniques et technologies développées dans ce but aient une influence. À l'origine, le pont supérieur devait s'étendre sur toute la longueur du fuselage ; la cabine devait disposer de deux couloirs et il était prévu que les sièges fussent disposés en rangées de huit au pont principal et en rangées de sept au pont supérieur. Cependant, en raison des préoccupations quant aux limites de la capacité cargo et aux problèmes d'insertion des systèmes et des conduites de conditionnement d'air, cette idée est abandonnée début 1966 au profit d'une cabine sur un pont unique, mais plus large. Le cockpit reste placé sur un pont supérieur, très court, ce qui permet d'équiper le nez de l'avion d'une porte cargo ; cette caractéristique donne au Boeing 747 sa bosse reconnaissable,. Sur les premiers modèles, l'utilisation de l'espace du pont supérieur en arrière du cockpit n'est pas précisément définie ; il est finalement utilisé comme un salon, et n'est pas destiné à accueillir des sièges.

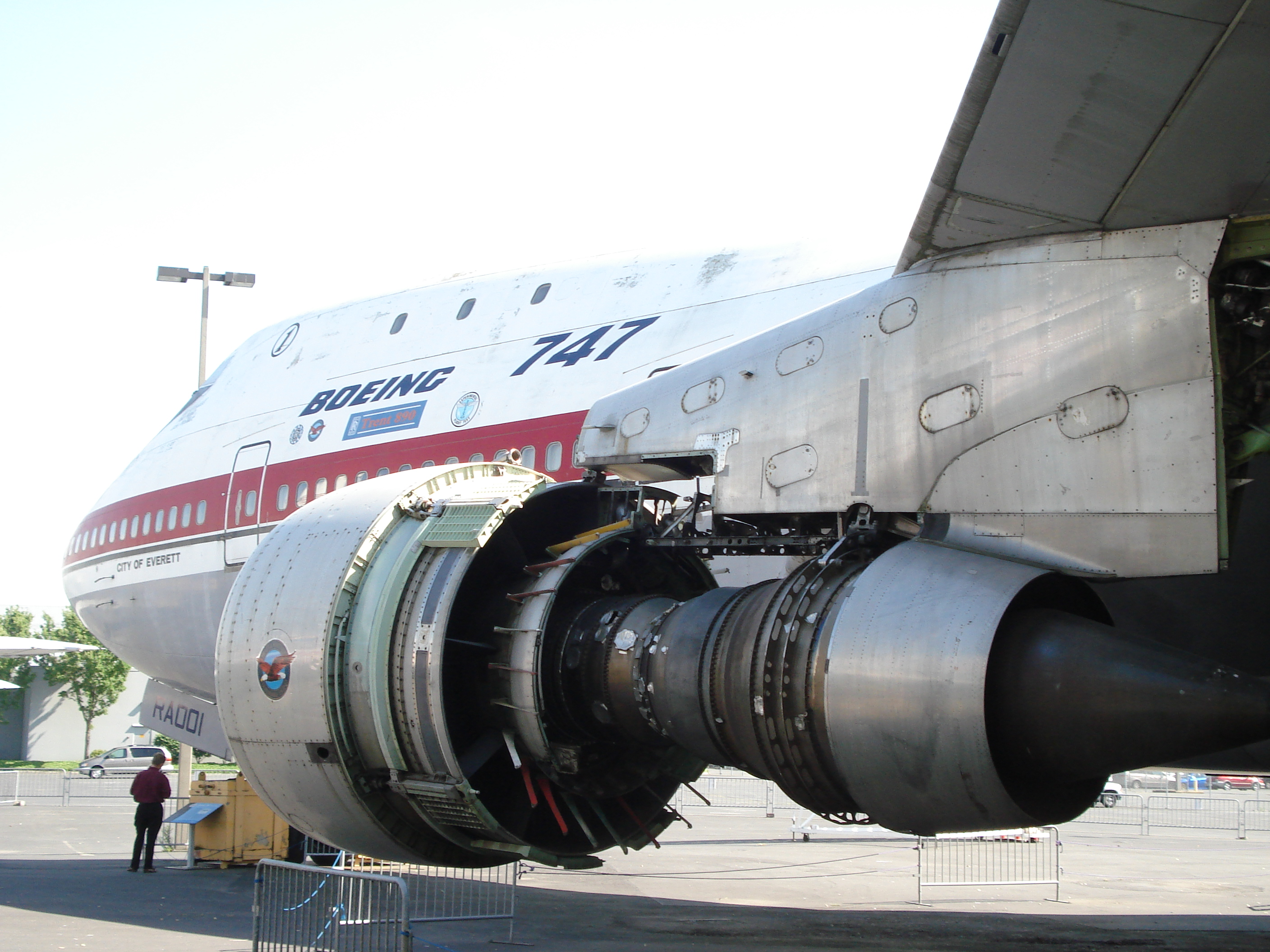
Le turboréacteur à double flux à haut taux de dilution Pratt & Whitney JT9D est développé pour le 747.

Pour pouvoir faire voler un avion aussi grand que le 747, les turboréacteurs à double flux à taux de dilution élevé font partie des technologies qui doivent être développées ; ces moteurs doivent avoir une poussée double de celle des turboréacteurs précédents, en consommant un tiers de carburant en moins. General Electric est la première à développer un moteur répondant à ces exigences ; cependant, le motoriste est chargé de développer le réacteur qui doit propulser le C-5 Galaxy et ne peut pas s'occuper du marché civil dans l'immédiat. Pratt & Whitney travaille également sur un turboréacteur semblable et, à la fin de l'année 1966, Boeing, la Pan Am et Pratt & Whitney se mettent d'accord pour que le motoriste développe un nouveau moteur, le JT9D, pour propulser le 747 ; le moteur est testé en vol à partir de juin 1968 sur un B-52 modifié.
Le projet est conçu avec une nouvelle méthode d'analyse de la sûreté de fonctionnement représentée dans un arbre de défaillances, qui permet d'étudier les effets d'une défaillance d'un seul élément pour déterminer son impact sur d'autres systèmes. Pour répondre aux exigences de sécurité, il est prévu que le 747 dispose de systèmes redondants, notamment hydrauliques, d'un train d'atterrissage principal à quatre bogies et de surfaces de contrôle doublées. De plus, il incorpore des dispositifs hypersustentateurs parmi les plus aboutis pour lui permettre d'opérer depuis les pistes existantes sans nécessiter de les allonger. Ces dispositifs se composent de becs s'étendant sur presque tout le bord d'attaque des ailes et de volets à triple fente sur le bord de fuite ; ces derniers augmentent la surface alaire de 21 % et la portance de 90 % lorsqu'ils sont entièrement déployés.
Boeing accepte de livrer le premier 747 à la Pan Am à la fin de l'année 1969, ce qui laisse 28 mois pour concevoir l'avion, soit deux tiers de la durée habituellement nécessaire. Le calendrier est si court que les personnes qui travaillent sur le programme sont surnommées « Les Incroyables, » (en anglais : « The Incredibles »). Le développement de l'avion est un tel défi technique et financier que l'on dit alors que la direction de l'entreprise a « mis en jeu la société » lorsqu'elle a lancé le programme.

### Site de production

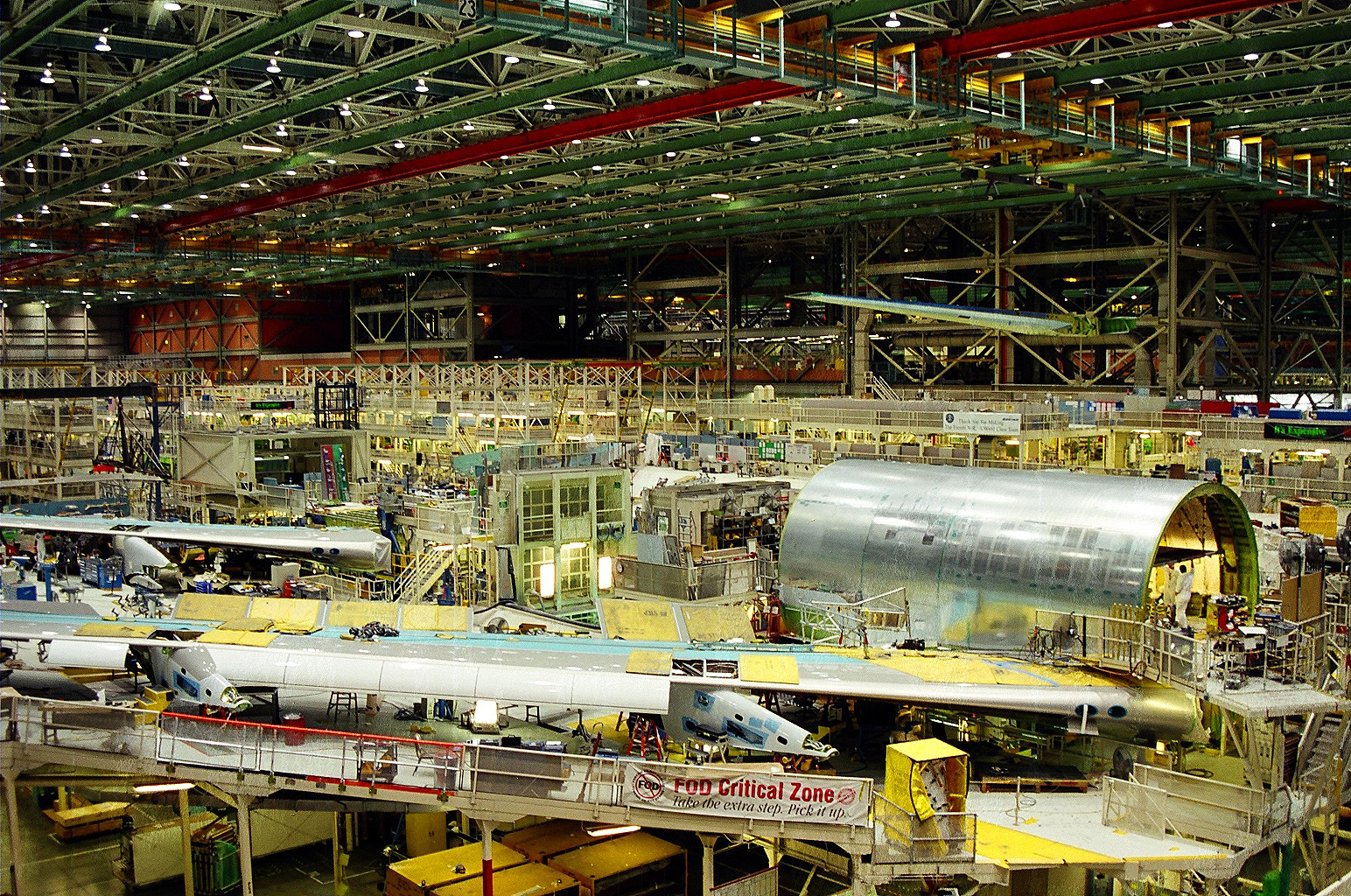
Assemblage final du 747 dans l'usine Boeing d'Everett.

Comme Boeing ne possède pas de chaîne d'assemblage suffisamment grande pour accueillir la fabrication d'un avion de cette taille, l'avionneur décide de construire une nouvelle usine. La société envisage plusieurs emplacements dans environ 50 villes, et décide finalement de construire la nouvelle usine d'assemblage environ 50 km au nord de Seattle, sur un site adjacent à la base militaire de Paine Field, dans les environs d'Everett, dans l'État de Washington ; en juin 1966, la société y achète un terrain de 320 hectares,.
Le développement du 747 est un défi majeur et la construction de l'usine d'assemblage est un engagement important. Le président de Boeing, William Allen, demande à Malcolm Stamper, ensuite à la tête de la division des turbines, de superviser la construction de l'usine d'Everett et de lancer la production du 747. Il faut déplacer plus de trois millions de mètres cubes de terre pour niveler le terrain. Les délais sont si courts que la maquette à taille réelle du 747 est construite avant que le toit de l'usine ne soit achevé. En termes de volume intérieur, l'usine est le plus grand bâtiment jamais construit ; elle est agrandie à plusieurs reprises au cours des années suivantes pour accueillir la production d'autres modèles d'avions de ligne.

### Les essais

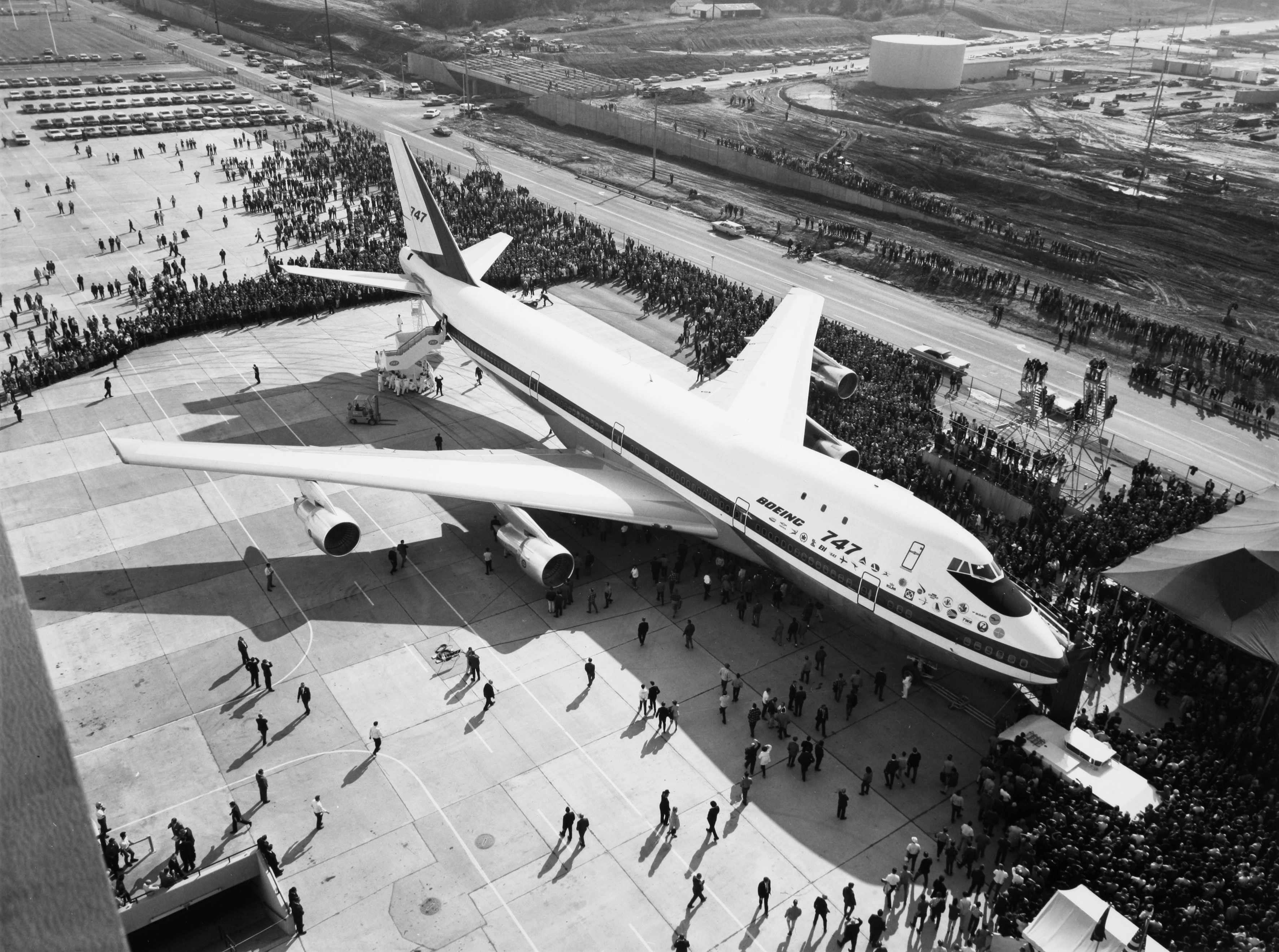
Le prototype du 747 est présenté au public pour la première fois le 30 septembre 1968.

Avant que le premier 747 ne soit entièrement assemblé, de nombreux composants et systèmes sont testés. L'un des essais d'importance majeure consiste à tester le système d'évacuation de l'avion ; 560 volontaires doivent évacuer une maquette à taille réelle de la cabine en utilisant les sorties d'urgence. Le premier essai d'évacuation prend 150 secondes alors que la Federal Aviation Administration (FAA) imposait un temps maximal de 90 secondes, et plusieurs volontaires sont blessés. Les essais ultérieurs parviennent à répondre aux exigences de la FAA mais causent plus de blessés. L'un des points les plus problématiques est l'évacuation du pont supérieur ; au lieu des toboggans habituels, les volontaires doivent utiliser un harnais accroché à un enrouleur. D'autres essais portent sur la manœuvre de l'avion au sol ; pour les réaliser, Boeing construit un dispositif d'entraînement connu comme le « wagon de Waddell » (nommé d'après le pilote d'essai du 747 Jack Waddell), qui consiste en une maquette du cockpit installée sur le toit d'un camion. Alors que les premiers 747 sont en construction, ce dispositif permet aux pilotes de s'entraîner à réaliser des manœuvres depuis une hauteur équivalente à celle du pont supérieur de l'avion.
Le 30 septembre 1968, le premier 747 sort de la ligne d'assemblage de l'usine d'Everett devant la presse et les représentants des 26 compagnies aériennes clientes,,. Au cours des mois suivant, le premier vol est préparé et, le 9 février 1969, le 747 décolle pour la première fois, avec les pilotes d'essai Jack Waddell et Brien Wygle aux commandes et Jess Wallick au poste du mécanicien navigant,. Malgré un problème mineur avec l'un des volets, le vol d'une durée de 1 h 15 min confirme que le 747 est particulièrement maniable. De plus, il se montre insensible au phénomène du « roulis hollandais », une caractéristique touchant certains avions à voilure en flèche, comme notamment le 707.
Au cours des étapes suivantes du programme d'essais en vol, les tests d'aéroélasticité montrent que les ailes souffrent d'oscillations parasites sous certaines conditions. Ce problème est en partie résolu en diminuant la rigidité de certains composants de la voilure. Cependant, pour résoudre un problème majeur de flottement à grande vitesse, un contrepoids d'uranium appauvri est placé dans les nacelles des moteurs extérieurs, pour les premiers modèles de 747. Cette solution causera de nombreuses craintes lorsque certains de ces appareils seront accidentés, comme le 747 du vol 358 de China Airlines à Taipei en 1991, ou celui du vol 1862 d'El Al à Amsterdam en 1992 qui contenait 282 kg d'uranium dans l'empennage horizontal,.
Le programme d'essais en vol est considérablement ralenti par des problèmes sur les moteurs JT9D, dont des arrêts intempestifs causés par de rapides changements de puissance et la distorsion du revêtement de la turbine survenant rapidement. Ces problèmes retardent les livraisons de plusieurs mois et plus de 20 avions sont stockés à Everett en attendant l'arrivée des moteurs. Le troisième appareil d'essais est fortement endommagé lors d'une tentative d'atterrissage sur la piste de Renton, où se trouve une usine Boeing, dans l'État de Washington, ce qui entraîne des retards dans le programme ; le pilote a sous-estimé la longueur d'atterrissage nécessaire ce qui cause des avaries au train d'atterrissage. Malgré ces difficultés, l'un des appareils d'essai est présenté pour la première fois au public, lors du 28e salon international de l'aéronautique et de l'espace de Paris-Le Bourget en juin 1969,. Le 747 reçoit de la FAA son certificat d'aptitude au vol en décembre 1969, ce qui lui ouvre l'accès à la commercialisation.
En raison du coût très important du développement du 747 et de la construction de l'usine d'Everett, Boeing doit contracter d'importants emprunts auprès des banques. Au cours des derniers mois avant la livraison du premier appareil, la société doit à plusieurs reprises demander des fonds supplémentaires pour achever le projet, demandes qui, si elles avaient été refusées, auraient menacé la survie de l'entreprise. La dette de Boeing dépasse les deux milliards de dollars, avec 1,2 milliard détenu par les banques, ce qui constitue alors un record pour une société. Allen déclare par la suite : « c'était vraiment un projet trop important pour nous, ». Finalement, le pari est réussi et Boeing détient le monopole des avions de ligne très gros porteurs pour plusieurs années.

### Mise en service
Le 15 janvier 1970, la première dame des États-Unis Pat Nixon, baptise le premier 747 de la Pan Am, sur l'aéroport international de Dulles (ultérieurement renommé Washington-Dulles), en présence du président de la compagnie, Najeeb Halaby. Au lieu du champagne, l'avion est aspergé avec de l'eau, rouge, blanche et bleue, couleurs du drapeau américain. Le 747 entre en service le 22 janvier suivant, entre New York et Londres, ; le vol, initialement prévu pour le 21 au soir, est reporté en raison d'une surchauffe d'un moteur, ce qui rend l'avion temporairement inutilisable. Trouver un appareil de remplacement, le Clipper Victor, retarde le vol de plus de six heures, jusqu'au lendemain.
Le 747 est introduit sur les lignes aériennes de façon relativement fluide, surmontant les inquiétudes selon lesquelles certains aéroports ne pourraient pas accueillir un avion aussi grand. Certains problèmes techniques apparaissent mais ils restent relativement mineurs et sont rapidement résolus. Après la mise en service par la Pan Am, d'autres compagnies clientes mettent leurs propres 747 en service. Selon Boeing, la moitié des premières commandes de 747 passées par des compagnies aériennes le sont plus pour sa grande distance franchissable que pour sa capacité. Bien que le jumbo-jet ait le coût par siège le moins élevé du marché, ce n'est vrai que lorsque l'avion est plein ; le coût par siège augmente de manière significative avec la diminution du taux de remplissage. Un 747 rempli à 70 % a une consommation de carburant par passager 95 % plus élevée qu'un 747 où tous les sièges sont occupés. Toutefois, plusieurs compagnies porte-drapeaux achètent le 747 en raison de son prestige « même si cela constitue un non-sens économique ». Au cours des années 1970 et 1980, il y a souvent plus de 30 vols réguliers quotidiens en 747 au départ de l'aéroport international de New York - John-F.-Kennedy.
La société Boeing est particulièrement touchée par la récession économique de 1969 et 1970. Après septembre 1970, l'avionneur ne vend que deux 747 dans le monde au cours des 18 mois qui suivent et ne reçoit aucune commande de la part d'une compagnie américaine pendant près de trois ans. Lorsque apparaissent les difficultés économiques à la suite de la crise du pétrole de 1973 et l'augmentation du prix du carburant, le nombre de passagers transportés par des avions de ligne diminue, rendant le 747 plus difficile à remplir pour les compagnies aériennes, ce qui pousse ces dernières à préférer des avions moins grands, comme le McDonnell Douglas DC-10 et le Lockheed L-1011 TriStar, puis ultérieurement des biréacteurs comme le 767 ou l'Airbus A300. American Airlines, qui a essayé d'attirer plus de clients en installant des bars dans ses avions, finit par convertir ses 747 en avions cargos, avant de les céder à la Pan Am en 1983, en échange d'avions plus petits. Delta Air Lines retire également ses 747 après plusieurs années de service ; en 2008, la compagnie récupère les 747 de la Northwest Airlines après le rachat de cette dernière et les appareils sont retirés en décembre 2017.

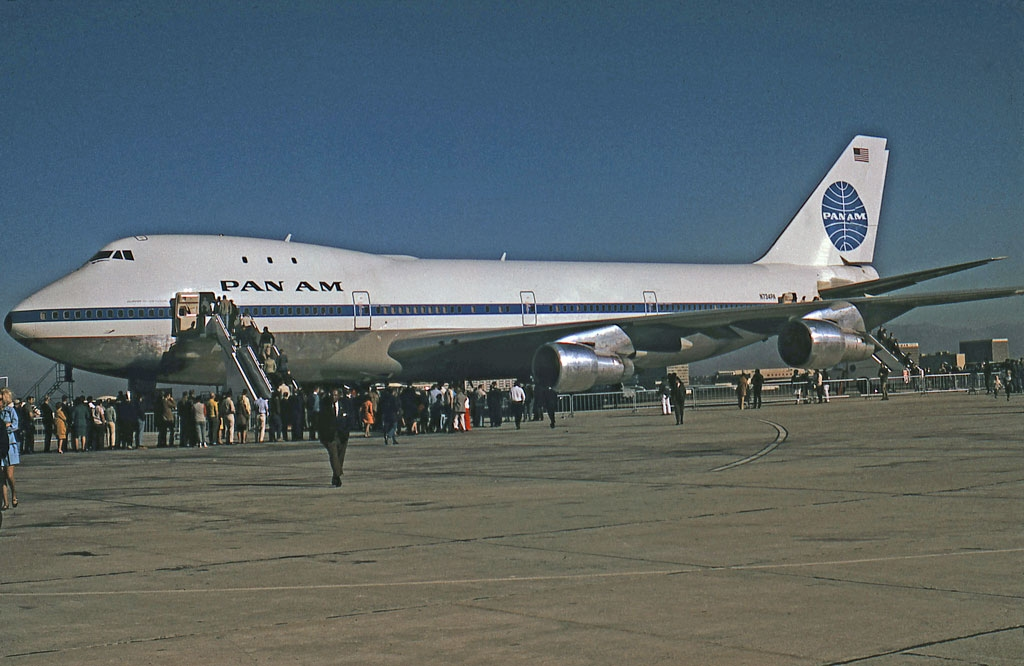
Boeing 747-121 de la Pan Am en février 1970

Pan Am utilisa la même année le 747 pour les lignes Boston-Londres. D’autres compagnies furent rapidement intéressées par cet avion comme Trans World Airlines, Japan Airlines, Lufthansa, BOAC et Northwest Airlines. American Airlines commença à utiliser des 747 entre New York et Los Angeles à l’été 1970 et entre Washington et Los Angeles avant d’ouvrir les lignes Boston-Chicago et Boston-Los Angeles. En 1991, lors de l'opération d’évacuation Salomon un 747 de la compagnie El Al transporta 1 222 passagers soit près de trois fois sa capacité habituelle.
Les 747 étaient utilisés par les lignes intercontinentales (vols transatlantiques et de l’Europe vers Australie), mais également par les lignes intérieures des pays asiatiques où les appareils étaient toujours remplis. En 2011, la plus grande flotte de 747 est détenue par la compagnie japonaise Japan Airlines suivie de la compagnie britannique British Airways, qui passe en tête de ce classement en 2016.
Le 747 resta le plus grand transporteur de passagers jusqu'à l’arrivée de l’Airbus A380. Il était resté l'avion le plus lourd en service régulier avant l’apparition de l’appareil russe Antonov An-124 en 1982. Ce titre fut reconquis par Boeing en 2000 avec la sortie du 747-400ER.

### Déclin et fin

Capacité en passagers des avions Boeing.

Depuis l'arrivée du 747-400 en 1989, plusieurs adaptations de l'avion ont été envisagées. Néanmoins, le seul concept approuvé fut celui du 747-8 en 2005. Le programme 747-X avait été lancé en 1996 en réponse au programme européen A3XX de la société Airbus. Le 747-X consistait en un 747-500X ou 747-600X avec plus de 800 sièges et des moteurs GP7200 de la compagnie Engine Alliance qui avaient déjà été développés pour l'A380. Le projet cessa après quelques mois, car celui-ci était une évolution des anciens modèles alors que les compagnies aériennes souhaitaient disposer d'un nouvel appareil. L'arrivée du Boeing 777 en 1994 a été l'une des principales causes du déclin du 747, le B777 devenant de plus en plus plébiscité par les compagnies aériennes pour les vols long-courriers et transcontinentaux grâce à sa plus faible consommation en carburant. Par ailleurs, sa capacité, bien que légèrement inférieure à celle du 747, correspond tout à fait à l’affluence moyenne de vols longs-courrier, cela a eu comme conséquence pour Boeing, un carnet de commande majoritairement en faveur de la version cargo destinée au fret, et une baisse constante pour la version de voyageurs.
Alors que le développement de l'Airbus A380 commença en 2000, Boeing étudia le Boeing Sonic Cruiser avant de se tourner vers le programme 787. Certaines idées du 747-X furent néanmoins reprises pour le 747-400ER.
Début 2004, Boeing sortit des plans du 747 Advanced. Identique à la base aux plans du 747-X, il profitait des évolutions technologiques du 787. Le 14 novembre 2005, la compagnie annonça le lancement du 747 Advanced sous le nom de 747-8. À cause des délais de livraison importants des Airbus A380, deux clients passèrent des commandes supplémentaires chez Boeing,. D'autres clients passèrent d'Airbus à Boeing en annulant leurs commandes,.
La presse annonce en mai 2015 que les 747 vont céder leur place à des avions plus économiques et moins bruyants. Les 747 sont remplacés par des Airbus A380 et des Boeing 777. Après 45 ans de services et 250 millions de passagers transportés depuis 1970, le dernier vol d'un 747 de la compagnie Air France a lieu en France le 14 janvier 2016 et en Angleterre fin octobre 2016. En 2020, dans un contexte du quasi-arrêt du trafic aérien dû à la pandémie du Covid-19, d'autres compagnies aériennes annoncent cesser définitivement l'exploitation du B747: Virgin Atlantic, KLM, Qantas, British Airways...
Fin juillet 2020, Boeing annonce l'arrêt de la production des 747 pour 2022 notamment à cause de la pandémie de Coronavirus qui a grandement ralenti le trafic aérien mondial et fragilisé tout le secteur. L'autre raison de cet arrêt est sa faible rentabilité comparé aux bimoteurs tel que les 787 ou encore les A350 d'Airbus,.

## Descriptif technique

### Quelques caractéristiques notables
- Un 747-400 est composé de six millions de pièces (dont la moitié sont des pièces d'attache) construites dans 33 pays différents.
- La poussée d'un seul moteur de 747 est supérieure à celle des quatre moteurs d'un des premiers modèles de Boeing 707.
- Les tout premiers 747 avaient environ 300 kg d'uranium appauvri placés dans les nacelles des moteurs. Cela servait de lest pour avancer le centre de gravité de l'aile par rapport à son axe de torsion (et réduire ainsi la vibration de torsion).
- Après pressurisation, le 747 contient une tonne d'air.
- Durant la phase de la préparation au sol de l'appareil avant l'embarquement des passagers, le 747 contient jusqu'à 1 200 litres d'eau.
- Pendant la période de certification de vol, Boeing a construit un véhicule d'entraînement appelé « chariot de Waddell » (baptisé du nom du pilote d'essai du 747, Jack Waddell) qui était composé d'une maquette de cockpit montée sur le toit d'un camion. Cela servait à former les pilotes au roulage au sol de cet appareil depuis son cockpit surélevé.
- L'une des premières propositions de conception pour le 747 comportait un double pont sur toute la longueur de l'avion, semblable à celui de l'Airbus A380. Boeing a abandonné cette idée au dernier moment, pensant qu'un pont principal plus large serait à la fois plus économique à l'exploitation et plus sûr.
- Lors de son lancement, le terme Jumbo (« géant ») avait déjà été inventé par les médias pour décrire en général une nouvelle classe d'avions de ligne de grande taille qui étaient alors en développement, comme le Lockheed L-1011 TriStar et le DC-10. Boeing a tout fait pour décourager les médias et le grand public d'utiliser ce terme pour le 747, mais en vain, et aujourd'hui « jumbo jet » est devenu le synonyme du 747.
- En raison de sa grande longueur, il y a une légère flexion du fuselage en vol. Cet effet n'ayant pas été prévu dans la conception du pilote automatique des modèles les plus anciens, il y a une oscillation en tangage très lente dans le vol lorsque le pilotage automatique est enclenché. Elle est trop faible pour être perceptible par les passagers.
- À sa mise en service, en raison du diamètre important des réacteurs, il n'existait aucun avion cargo capable d'accueillir dans sa soute un moteur de rechange. Aussi le 747 fut muni d'un 5e point d'ancrage moteur situé entre le fuselage et le réacteur intérieur gauche (no 2) en retrait de ce dernier pour permettre le convoyage d'un réacteur de rechange partiellement caréné. Avec l'apparition du 747 cargo et sa porte frontale, l'utilisation de ce point d'ancrage se fait plus rare. Il est cependant toujours présent sur le 747-400 et certaines compagnies ont encore recours à cette pratique (Qantas, le 20 décembre 2009 avec le 747 immatriculé VH-OJQ[88])

## Les différentes versions
De très nombreuses versions de cet appareil ont été produites. En voici la liste avec leur description. Le premier 747 a été livré en 1969, et le dernier le 31 janvier 2023.

### 747-100

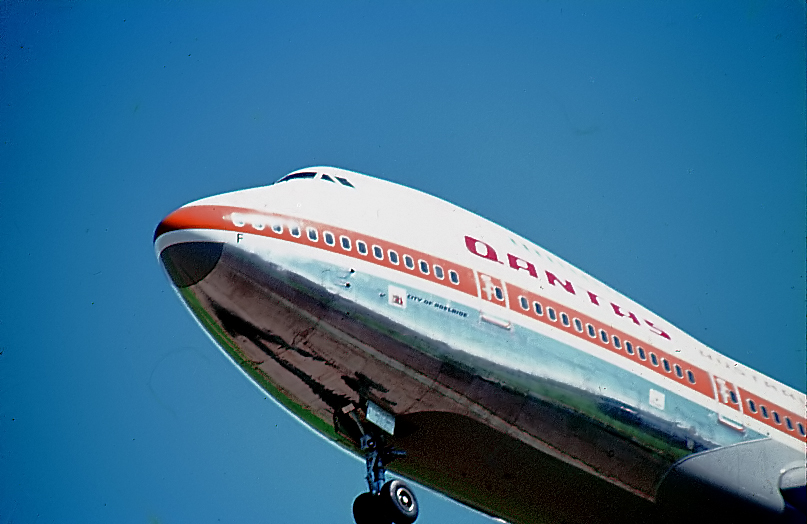
747-100 de la compagnie Qantas.

La première édition du jumbo jet, le 747-100, sortit de la chaîne de montage d'Everett (cette usine était alors la plus grande jamais construite) pour un 1er vol le 9 février 1969 et une certification en décembre de la même année. Le 747-100 entra en service en janvier 1970, pour son premier client, la Pan American World Airways. L'évolution de la masse de l'avion, de la poussée des moteurs et de son rayon d'action permit la construction des 747-100B. Cette évolution intervint alors que le 747-200 était déjà en production. De fait, seuls 9 exemplaires du 747-100B furent construits. Autre variante du 747-100, le 747-100SR (Short Range) est optimisé pour les vols très courts : d'une capacité de 550 voyageurs, il est utilisé sur des vols intérieurs au Japon.
Les avions de la série 100 de base peuvent parcourir un peu plus de 9 000 km avec un chargement complet. Le dernier avion livré dans cette version le fut pour la compagnie aérienne japonaise Japan Airlines en septembre 1986.

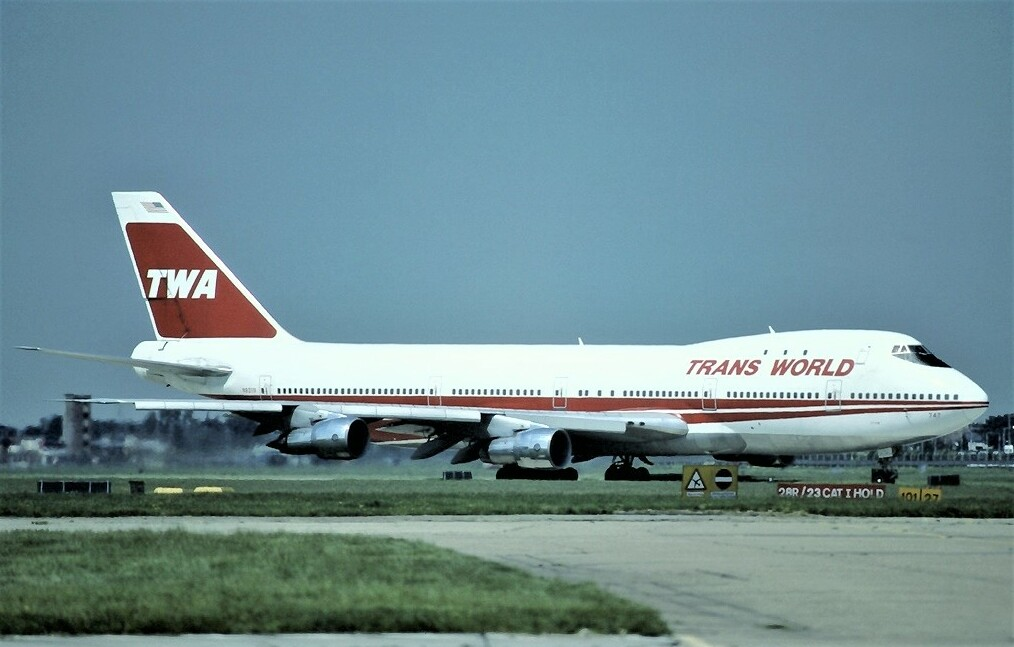
B747-100 de TWA, reconnaissable aux trois hublots du pont supérieur.

Le 747-100 version passagers peut être distingué des autres versions par son pont supérieur ne comportant, parfois, que trois hublots (système de caches amovibles, la rangée classique de hublots se rencontrant aussi).
Certains 747-100 ont connu une seconde vie après une modification en Spécial Freighter, version jamais déclinée par Boeing. Toute la cabine est aménagée pour le transport de fret et une porte latérale cargo est installée côté gauche, entre les portes passagers 4 et 5. Ce type d'avion ne possède pas de porte de nez.
Bien qu'ils aient été massivement retirés de la circulation dans les années 1990, certaines compagnies ont étonnamment continué à exploiter des 747-100 jusqu'aux années 2010 pour des vols commerciaux, c'est le cas de la compagnie Iran Air.

### 747-200

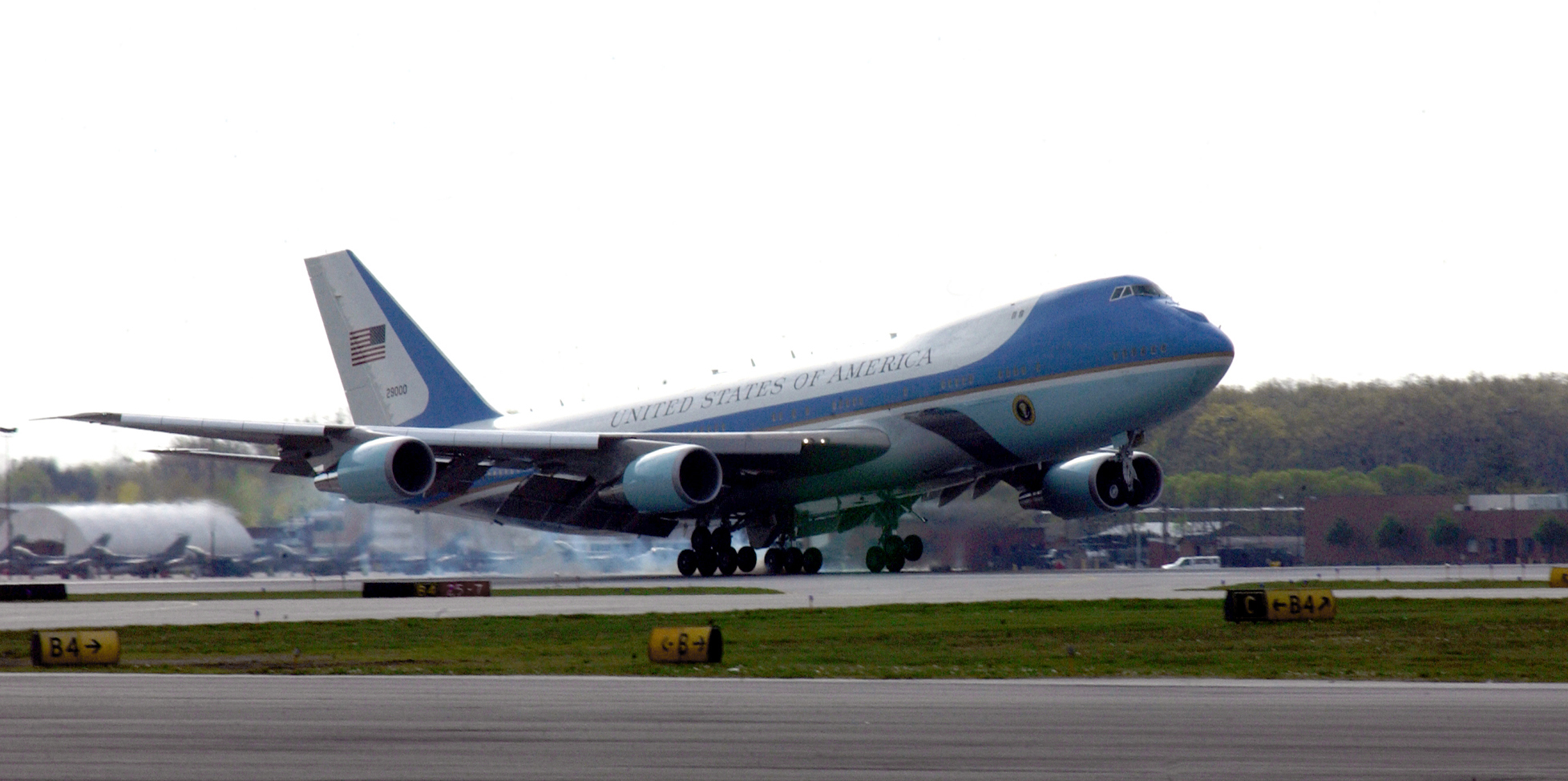
Air Force One est un Boeing 747-200B.

Introduit en 1972, le 747-200 a des turboréacteurs d'une poussée supérieure et sa masse structurale est plus importante que celle du 747-100. Ses réservoirs de plus grande capacité lui donnent un plus long rayon d'action. Il se distingue généralement par son pont supérieur à huit hublots (certaines compagnies ont acheté la modification S.U.D. - Streched Upper Deck : pont supérieur rallongé - lui donnant l'apparence d'un B747-300). Les modèles de la série 200 Classic, construits au début des années 1990, peuvent parcourir environ 12 700 km à pleine charge.

#### 747-200B

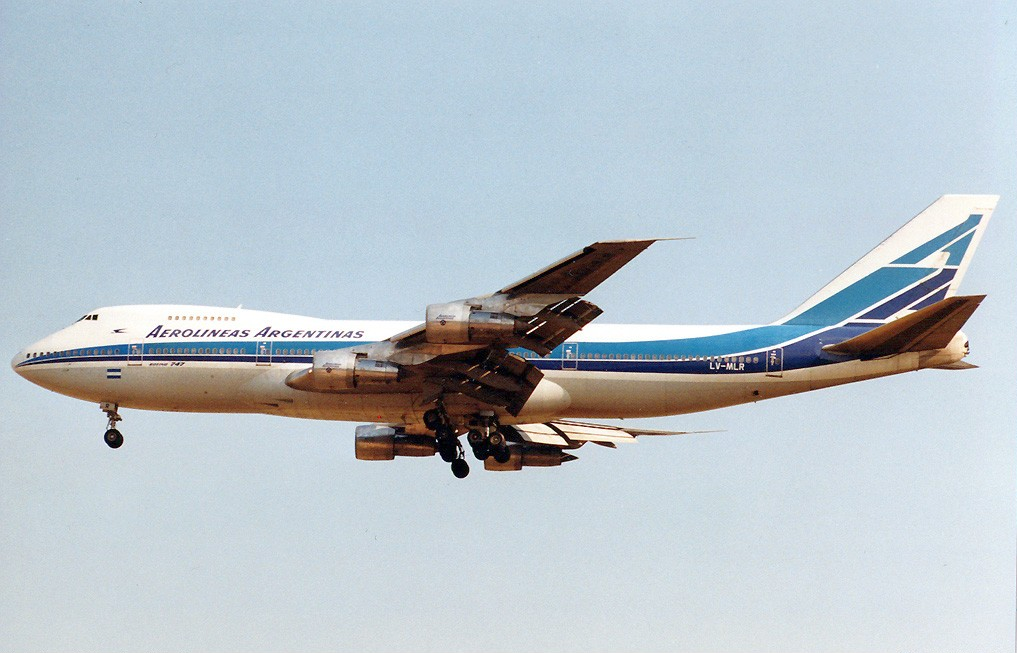
Boeing 747-200B d'Aerolíneas Argentinas.

Version améliorée du 747-200 standard, le 747-200B dispose d'un plus grand chargement de kérosène et de moteurs plus puissants. Qantas en prit livraison dès 1971. Son autonomie est de 10 700 km. À noter que Boeing proposa d'allonger le pont supérieur du B747-200, avion qui fut baptisé B747-200 SUD (Stretched Upper Deck). La Compagnie privée française UTA en fit transformer deux (F-BTDG et F-BTDH) sous cette version. L'appareil avait donc un pont supérieur de 300 avec un escalier droit et un pont principal de 200 non modifié.

#### 747-200C

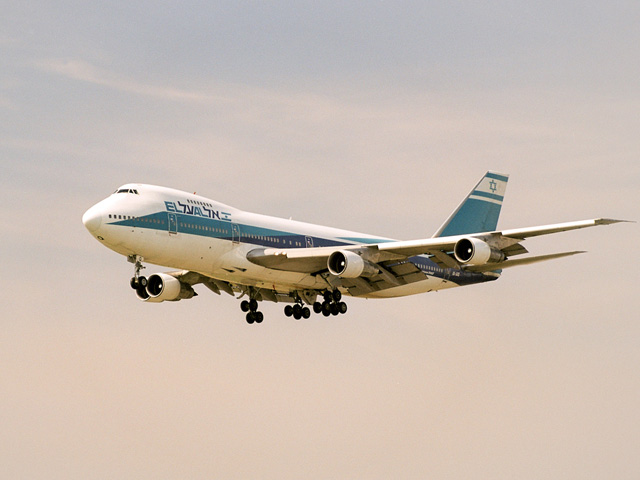
Un Boeing 747-200 israélien de El Al.

Le 747-200C (Combi) pouvait soit transporter des passagers, soit transporter des marchandises. Grâce à des sièges amovibles, il était possible de le faire passer assez facilement d'une configuration passagers à une configuration cargo.

#### 747-200F
Le 747-200F (Freighter) ne transporte que du fret. Le chargement se fait soit par l'avant (après relevage du nez), soit par la porte latérale cargo située côté gauche entre les portes passagers 4 et 5. En 2011, beaucoup de 747-200 sont encore opérationnels. Certains 747-200C (Combi) ont connu une seconde vie après une conversion en Spécial Freighter. Toute la cabine est alors destinée au transport de fret. Ce type d'avion ne possède pas de porte de nez, le chargement se faisant uniquement par la porte latérale cargo, déjà existante, située côté gauche.
À noter que Boeing a fabriqué une petite série de 747 cargo avec des hublots et une porte de nez. Il pouvait donc servir d'avion passagers ou bien de cargo selon l'aménagement de l'exploitant.

#### 747-200M
Il pouvait transporter aussi bien des passagers que des marchandises. Contrairement au 747-200C qui transportait soit des marchandises ou soit des passagers, le 747-200M pouvait transporter les deux en même temps tout en étant limité à environ 200 passagers.

### 747SP

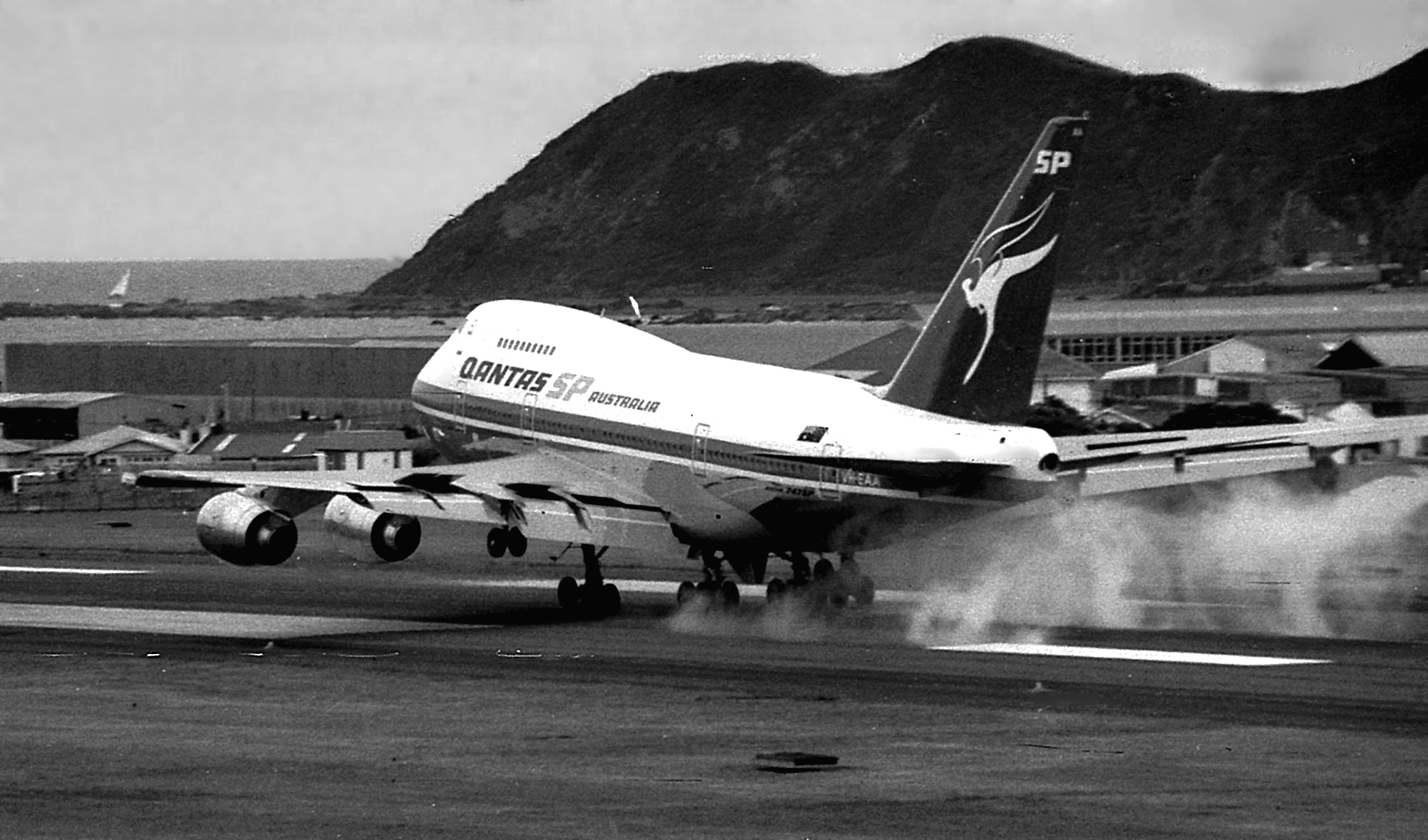
Boeing 747SP de Qantas en 1981.

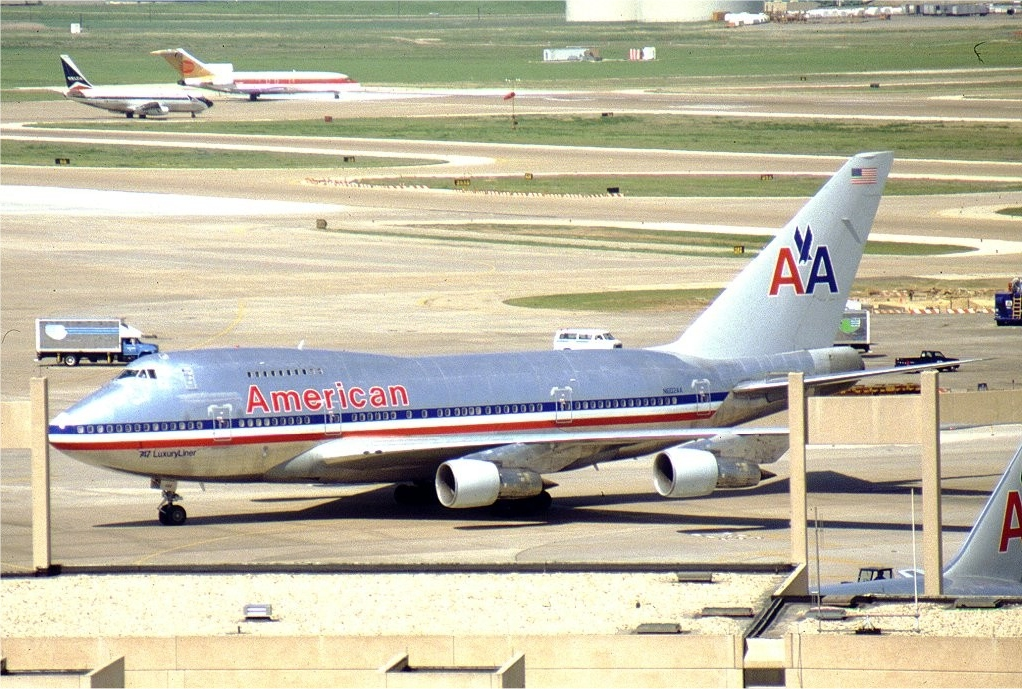
Boeing 747SP d'American Airlines en 1989.

Le premier 747SP (pour Special Performance : « performance spéciale ») a été livré le 3 mai 1976 à la compagnie américaine Pan American World Airways. Il a été conçu pour concurrencer les DC-10 et les Lockheed Tristar. Le 747 était trop gros pour beaucoup de liaisons aériennes, et Boeing n'avait pas d'avion de taille moyenne pour concurrencer les DC-10 et les TriStar. Étant donné les énormes sommes investies dans le développement du 737 et du 747 vers la fin des années 1960, Boeing n'avait pas les moyens de développer un tout nouveau type d'avion.
Le 747 a donc été raccourci (le fuselage est plus court de 15,35 m par rapport à un 747-100) et optimisé pour augmenter sa vitesse et son rayon d'action au détriment du nombre de places. La capacité du 747SP est de 220 passagers (dans une configuration à trois classes), mais peut parcourir plus de 12 000 km à une vitesse maximale de 1 130 km/h, une nette amélioration par rapport aux précédents 747. Le premier B747 SP de South African Airways livré s'est posé sur l'aéroport du Cap en provenance de Seattle après un vol de 15 557 km sans escale. Les passionnés et connaisseurs d'aviation civile l'ont surnommé le « petit 74 » ou le « bébé jumbo » parce que son fuselage est raccourci et parce qu'il a un aspect tronqué (le 747 a perdu le dernier 7 ce qui donne 74). Certains ont même détourné l'abréviation « SP » en Short Plane (« avion court »).
Le 747SP était l'avion de ligne au rayon d'action le plus long jusqu'à l'arrivée de l'Airbus A340, et s'était fait une place dans les flottes des compagnies aériennes American Airlines, Pan Am et Qantas qui avaient besoin de sa grande autonomie pour les liaisons trans-Pacifique-Sud. South African Airways a profité de son grand rayon d'action pour outrepasser les interdictions d'atterrissage des nations africaines lorsque l'apartheid était en place en Afrique du Sud. American Airlines l'utilisa plus tard pour desservir Tokyo.
Malgré tous ses succès techniques, les ventes du SP n'ont jamais été à la hauteur des espérances de Boeing. En France, seule la compagnie aérienne Corsair l'a utilisé. Cet appareil est stocké depuis 2002 sur l'aéroport de Châteauroux où il sert à l'entraînement des pompiers et du GIGN.
À noter toutefois que la compagnie privée UTA loua un 747 SP en 1989 à Luxair pour desservir l'Afrique. Seulement 44 avions ont été construits mais certains sont encore en service chez Iran Air qui est la dernière à l'exploiter en 2011, ainsi que comme avion gouvernemental de pays du Moyen-Orient (Arabie saoudite (deux avions), Bahreïn, Oman, Qatar, Irak et Yémen) pour le transport de personnalités (ballet san José, Star Triple Seven, Global Peace Ambassador, Las Vegas sand (deux avions), Saudi Arabian Airlines). En 2011, d'autres sont stockés, comme ceux de Syrianair (deux avions), celui de Kinshasa Air, celui de United, celui de Iraqi Airways et les deux avions test Pratt & Whitney qui sont en réparation. La NASA utilise un appareil pour SOFIA, un télescope embarqué utilisable grâce à une porte coulissante installée le long du fuselage. La dernière livraison eut lieu en 1989.

### 747-300

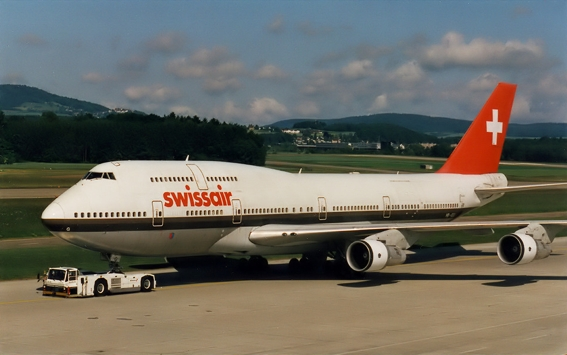
Swissair fut la compagnie de lancement du 747-300.

La première utilisation du terme 747-300 concernait un projet de version triréacteur du 747SP, censé concurrencer les McDonnell Douglas DC-10 et Lockheed L-1011 TriStar. La demande anticipée étant faible, l'idée fut par la suite abandonnée.
Le nom 747-300 fut réutilisé pour une nouvelle version du 747 qui apparut en 1980, et qui fut la première, avant le 747-400 et le 747-8, à intégrer un pont supérieur rallongé. Ce pont supérieur est alors accessible par un escalier droit (il était en spirale dans les versions précédentes). Le restylage extérieur de l'appareil, tout en permettant une plus grande capacité de transport, offre une meilleure aérodynamique, donnant la possibilité au 747 de voler à mach 0,85 tandis que son rayon d'action maximal est de 9 800 km.
Swissair fut la compagnie de lancement du 747-300, même si le premier modèle fut livré à l'opérateur français UTA le 1er mars 1983,. Les déclinaisons combi (747-300M) et moyen-courrier (747-300SR) furent construites principalement pour le marché japonais.
Bien que de plus en plus rares en 2011, certaines compagnies utilisent encore massivement le 747-300 comme Japan Airlines, Air India, Saudi Arabian Airlines, Pakistan International Airlines (PIA) ou encore Qantas. Les 747-300 tendent en 2011 à disparaître des flottes des plus grandes compagnies mondiales au profit d'avions plus économes en carburant, comme notamment le 747-400 et le Boeing 777 (Par exemple, Air France a remplacé en 2006 ses 747-300 par des 777-300ER sur ses vols vers les Antilles françaises et la Réunion). Le dernier 747-300 a été livré en 1990 à la compagnie aérienne belge Sabena, disparue depuis.

### 747-400

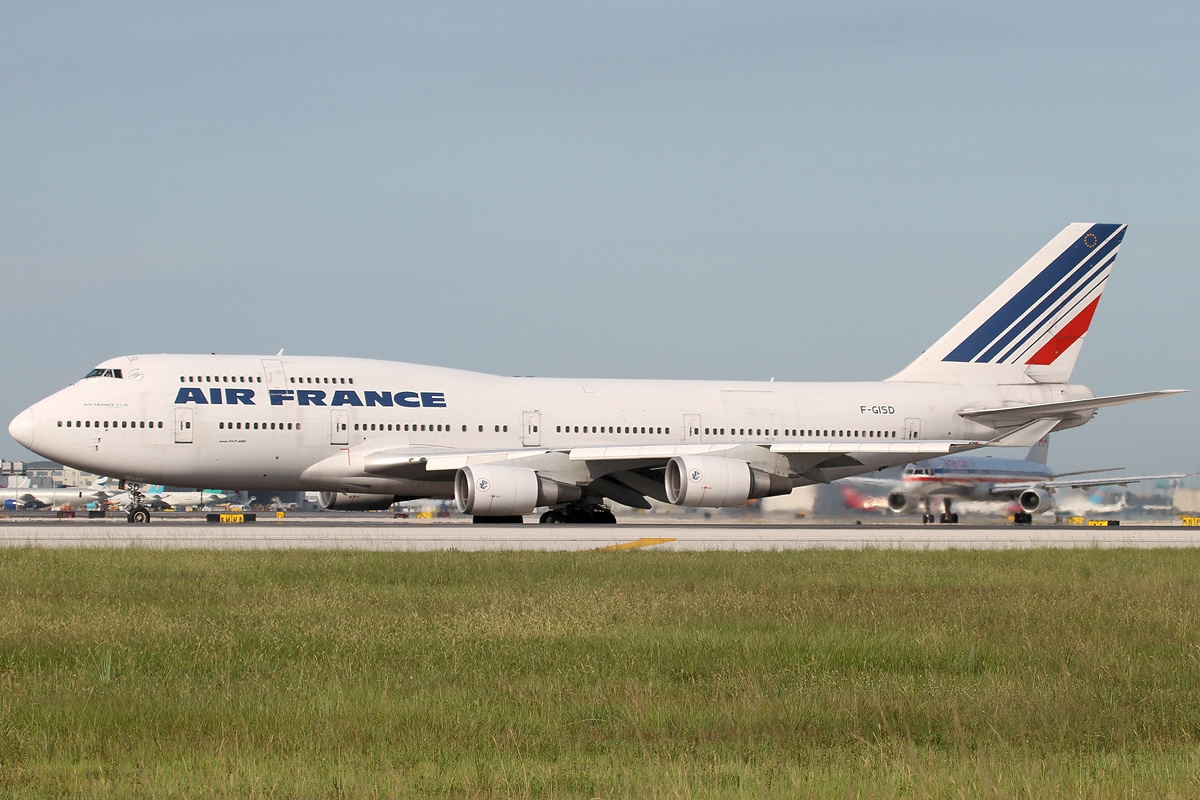
Boeing 747-400 d'Air France

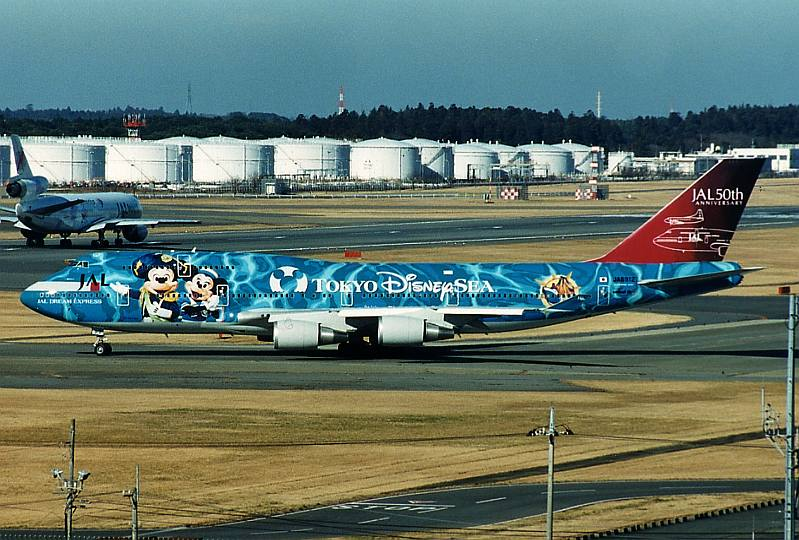
Un Boeing 747-400 de la Japan Airlines à Tokyo

Le 747-400 en version passager n'est plus en production. Il a laissé sa place au 747-8. Il a modifié avec des winglets en bouts d'ailes, un tout nouveau cockpit (dit Glass cockpit) permettant le pilotage à deux (sans officier mécanicien navigant ou OMN), un réservoir de carburant supplémentaire dans le plan fixe horizontal, des moteurs améliorés (General Electric CF6-80, Rolls-Royce RB211-524 et Pratt & Whitney PW4000) et un nouvel aménagement intérieur par rapport à la conception des 747-300. Le premier exemplaire est entré en service en 1989 chez Northwest Airlines.
Le 747-400 existe en plusieurs variantes, le « combiné » 747-400M, le transporteur de fret 747-400F et le 747-400D (cette version n'est plus livrée depuis 1995) pour les liaisons intérieures japonaises. Le 747 était l'avion pouvant transporter le plus de passagers au monde avec au maximum 580 passagers avant l'arrivée de l'A380.
Le 747-400ER (Extended Range) est une version à rayon d'action étendu qui a par la suite été déclinée en une version cargo, le 747-400ERF (Extended Range Freighter). La première compagnie à recevoir une livraison fut Air France en 2002.

### 747-LCF
Le 747-LCF (Large Cargo Freighter) est une modification réalisée pour les besoins internes de Boeing, à savoir le transport des ailes du 787, produites au Japon, et des pièces fabriquées en Italie. Cet impressionnant avion cargo à l'esthétique discutable est doté d'un fuselage extra-large qui offre un volume de 1 845 m3, à la manière du Beluga d'Airbus. Sa queue s'ouvre sur le côté pour le chargement et le déchargement. Cette modification, conçue par la filiale russe de Boeing et réalisée à Taïwan par la société Evergreen, concerne quatre 747-400.

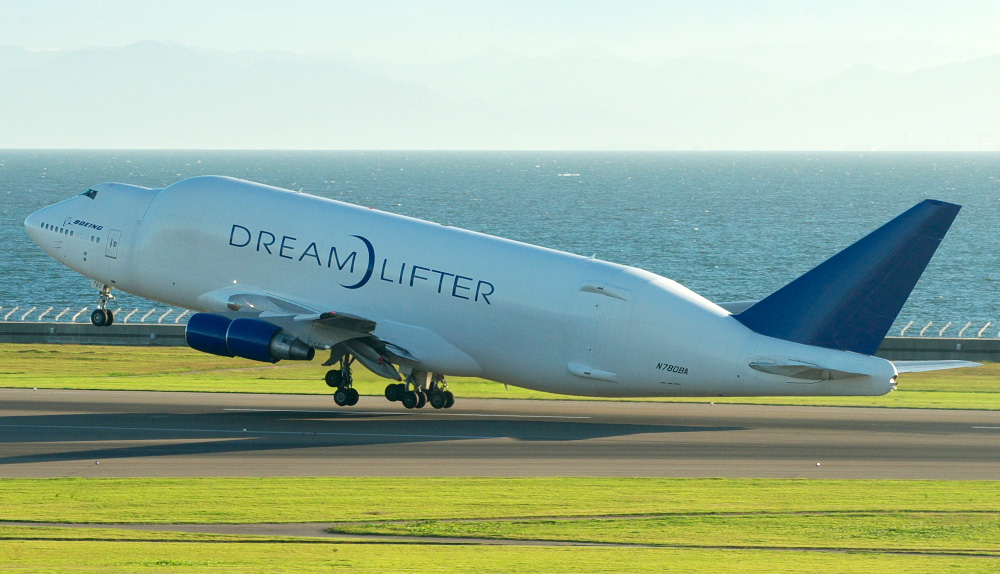
Boeing 747-LCF

### 747-8

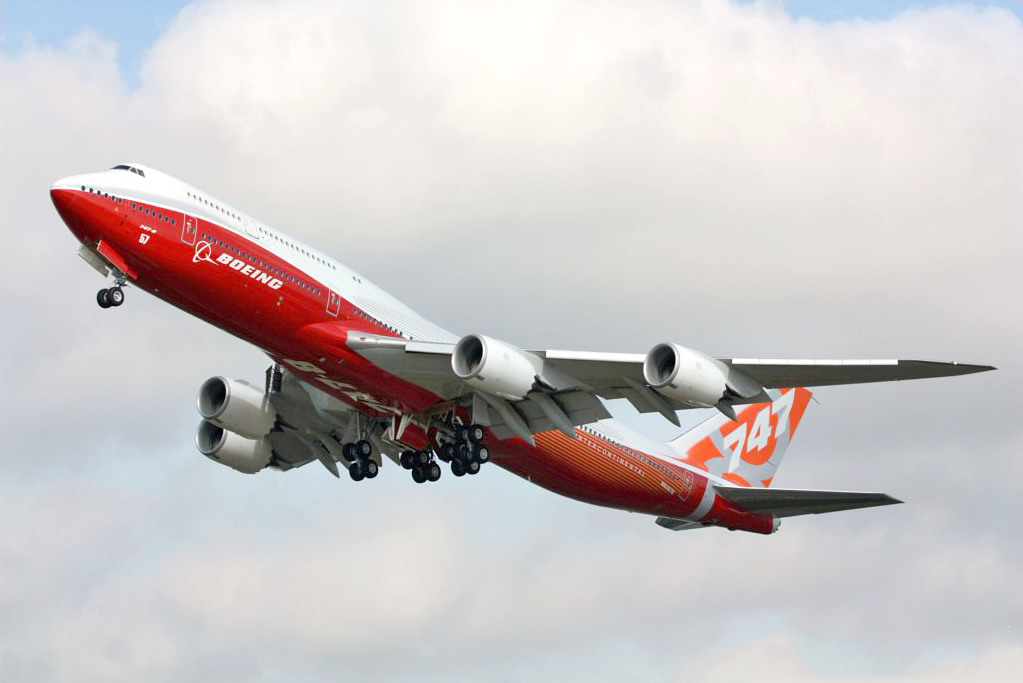
Boeing 747-8, reconnaissable à la longueur plus importante du pont supérieur.

Le 747 est le seul avion de ligne de Boeing dont la longueur n'a pas été augmentée au cours des diverses améliorations. Cela est principalement dû aux incertitudes économiques dans le secteur aéronautique, ainsi qu'au manque de moteurs suffisamment puissants. Beaucoup de propositions techniques ont été envisagées pour construire des modèles rallongés, mais aucune ne fut réalisée. Le programme 747-X a démarré en 1996, comme une réponse de Boeing à Airbus et son projet A3XX. Le 747-X aurait été décliné en 747-500X et 747-600X et il aurait pu accueillir jusqu'à 800 passagers. General Electric et Pratt & Whitney se sont même associés pour développer un turboréacteur adéquat, le GP7200 (plus tard adapté pour propulser l'A380). Mais les compagnies aériennes préféraient que Boeing développe un tout nouvel appareil plutôt que de remettre à jour les 747, et le plan a été abandonné après quelques mois.
Boeing a dépoussiéré ses études sur le 747-X afin de contrecarrer les futures ventes de son concurrent (A380). Mais étant donné que les compagnies n'en voulaient toujours pas, Boeing a interrompu le programme en 2001 sans aucune perspective de vente, concentrant son énergie d'abord sur le vrai-faux projet Sonic Cruiser et ensuite sur le 787. Cependant, certaines des idées développées pour le 747-X ont été mises en pratique sur le 747-400ER.
Au début des années 2010, l'avenir à long terme du 747 est incertain. Même les fidèles clients du 747 comme Qantas, Virgin Atlantic ou Singapore Airlines ont acquis des A380. En 2011, les ventes de 747 sont faibles et la majorité des 747 produits dernièrement sont des avions-cargos.
Pour concurrencer le nouvel Airbus A380, Boeing a annoncé en novembre 2005 le coup d'envoi officiel d'une nouvelle version de 747. Dénommé 747-8 et plus connu sous le nom 747 advanced, ce nouvel appareil est une mise à jour du 747 censée relancer les ventes du gros-porteur de l'avionneur américain. Son autonomie sera de 14 815 km. Les principales évolutions à noter sont un nouveau poste de pilotage modernisé, de nouveaux réacteurs fournis par GE Aviation, un fuselage allongé, une aile allongée et fortement incurvée pour un rayon d'action étendu.
Le 21 juillet 2005, la société Cargolux a annoncé le commencement de négociations avec Boeing sur l'achat d'au minimum dix Boeing 747 Advanced (version fret), suivie de Emirates et Nippon Cargo qui ont commandé respectivement dix et huit unités. La première commande a été annoncée par Cargolux le 14 novembre 2005, avec une commande ferme de treize avions et une option sur dix autres.

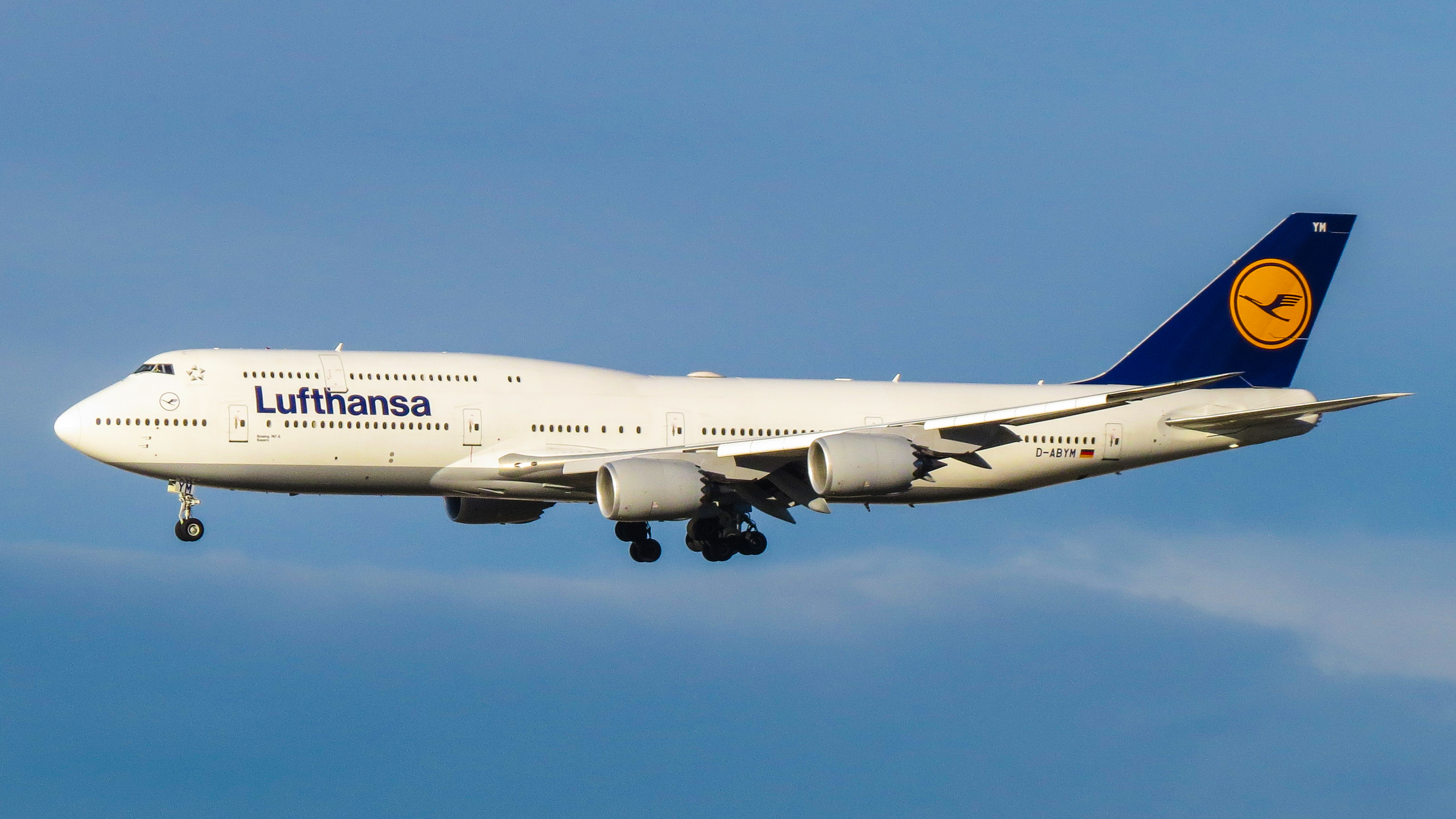
Boeing 747-8 de la Lufthansa

En 2011, ce 747 existe en deux variantes. Le 747-8I (Intercontinental) qui permet d'embarquer 467 passagers sur une distance de 15 000 km et le 747-8F adapté au transport de marchandises. La compagnie allemande Lufthansa est la première à exploiter la version passagers, avec vingt exemplaires commandés et une option pour vingt autres. Le 747-8F a effectué son premier vol le 8 février 2010. Il a décollé de Paine Field à 12 h 39 heure locale (21 h 39 à l’heure de Paris), avec Mark Feuerstein et Tom Imrich aux commandes.

### Modèles gouvernementaux et militaires

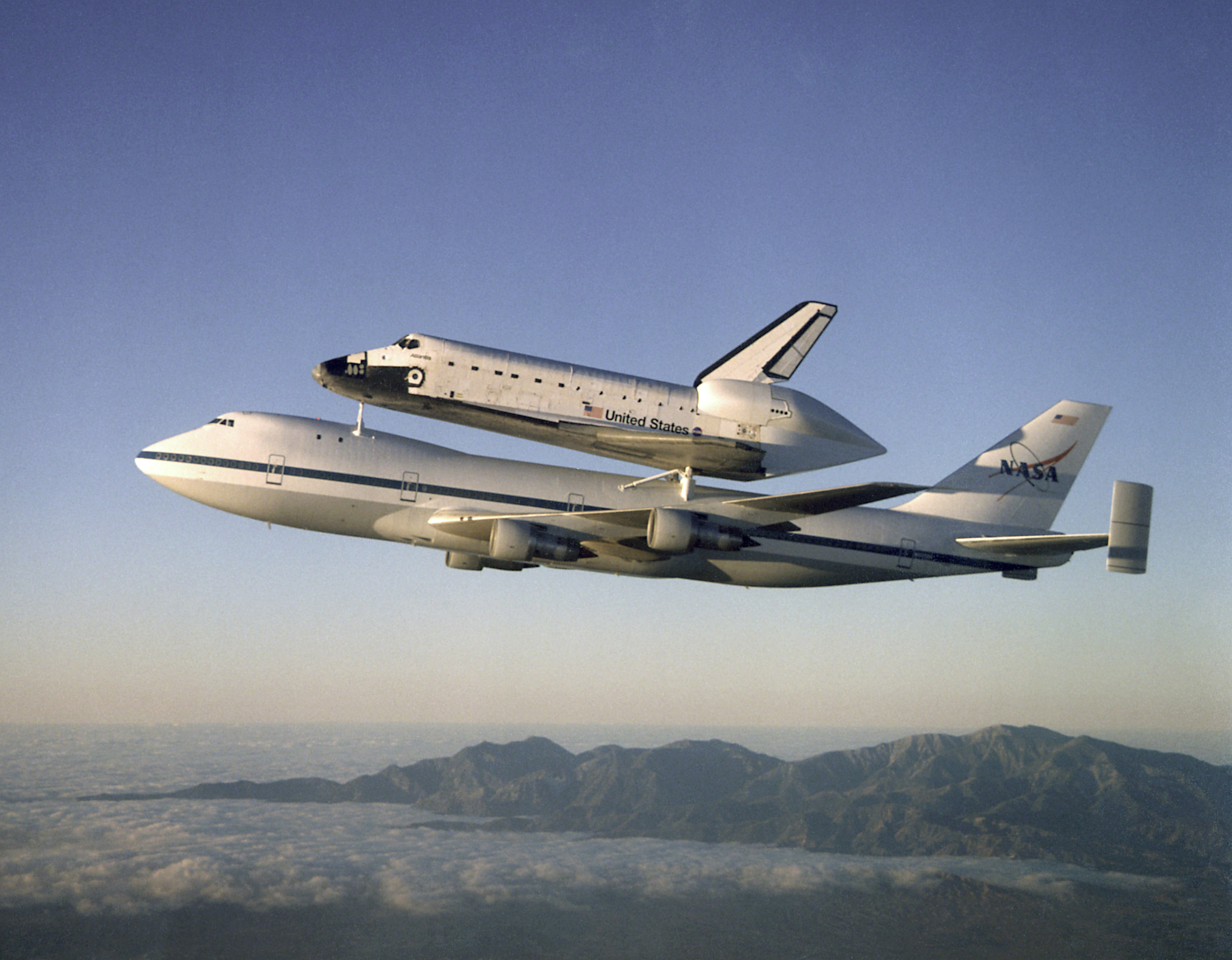
Un Shuttle Carrier Aircraft de la NASA

En 1972, le prototype du 747 est transformé en avion ravitailleur avec une perche de ravitaillement à l'arrière.
Depuis 1990, l'avion du président des États-Unis est un VC-25A, basé sur le 747-200B ; il est utilisé comme Air Force One, indicatif d'appel donné à tout appareil de l’United States Air Force transportant le président américain. Il existe deux Boeing VC-25A Air Force One qui assurent, à tour de rôle, le transport du président américain. Ce sont des Boeing 747-200 spécialement aménagés. D'autres 747 spéciaux existent, tels les quatre Boeing E-4 de l’US Air Force qui peuvent servir de centre de commandement en cas d'urgence (guerre nucléaire, catastrophe naturelle majeure), les deux Shuttle Carrier Aircraft, des 747 de transport pour les navettes spatiales américaines, et un exemplaire d'avion ravitailleur qui fut utilisé exclusivement par l'armée de l’air iranienne. La NASA (développé conjointement avec l'agence spatiale allemande) possède entre 2007 et 2022 également un 747 SP modifié pour recevoir un télescope infrarouge. L'ensemble (747 + télescope) porte le nom de SOFIA (Stratospheric Observatory for Infrared Astronomy). Le dernier modèle militaire du 747 est le modèle expérimental YAL-1 Airborne Laser de « laser aéroporté » destiné au programme de défense anti-missiles balistiques des États-Unis.
Evergreen International Aviation a modifié et transformé un Boeing 747-100 et un -200 en avions de lutte anti-incendie, le Evergreen Supertanker. Mis en service en 2009, ce type d'avion d’une capacité d’environ 74 000 litres a déjà été utilisé en Espagne et à Los Angeles. À la suite de la disparition d'Evergreen, une autre société, Global SuperTanker Services, a repris le projet avec un 747-400, ce dernier est en service de 2017 jusqu'a la faillite de l'entreprise en 2021,,.
D'autres gouvernements emploient également des 747 pour le transport de personnalités, comme Bahreïn, l'Iran, le Japon, Oman, le Qatar, l'Arabie saoudite, Taïwan et les Émirats arabes unis.

## Utilisateurs et commandes

### Opérateurs

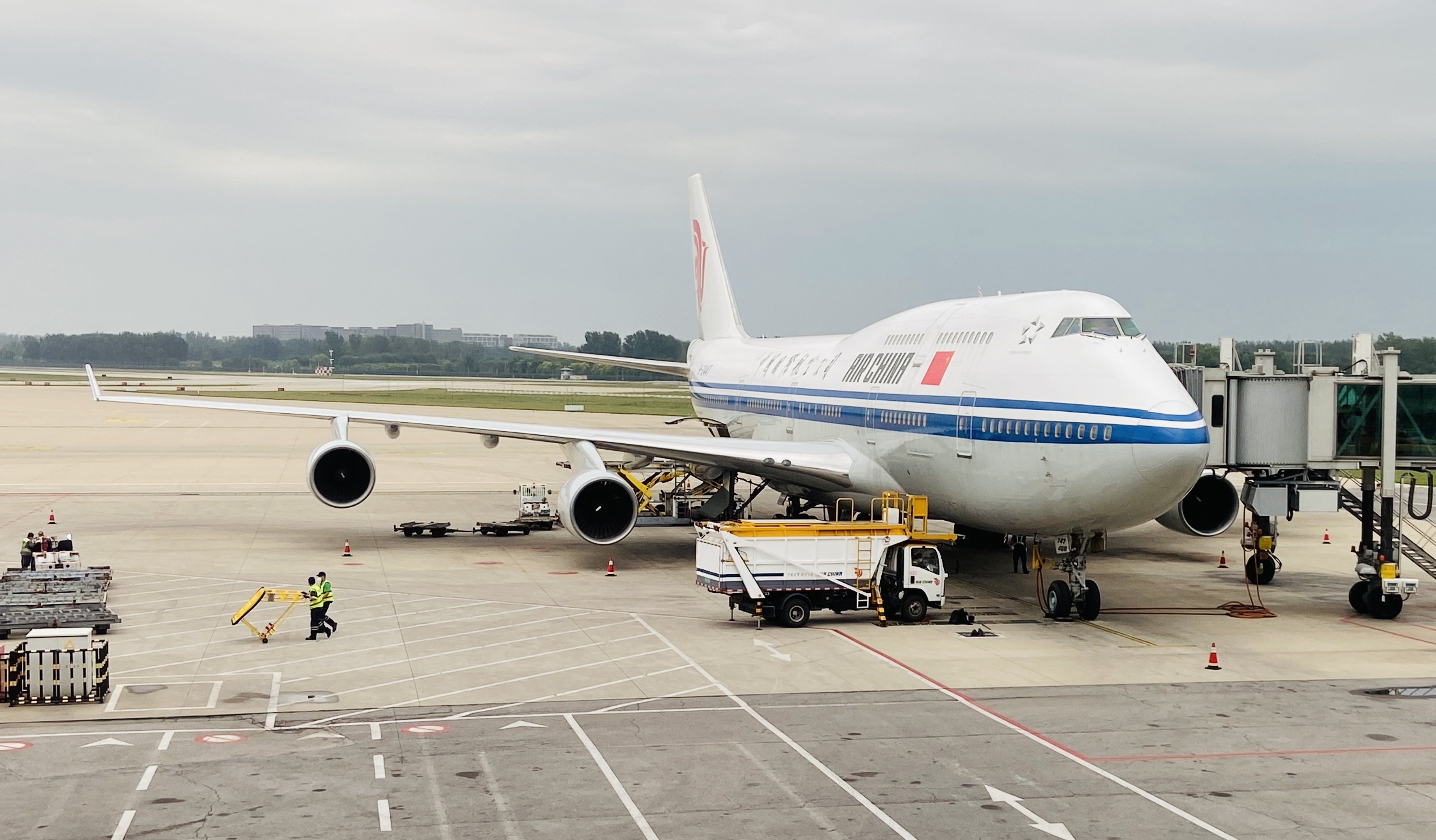
Un Boeing 747-400 de Air China.

La plupart des compagnies aériennes internationales ont employé les 747 sur leurs itinéraires les plus fréquentés. Cependant, étant donné que le trafic sans escale entre villes d'importance moyenne est devenu prédominant, certaines grandes compagnies ont remplacé leurs 747 par des biréacteurs plus petits et plus efficaces. Beaucoup de compagnies, grandes ou moyennes, américaines ou non, ont donc supprimé le jumbo jet de leur flotte. C'est le cas de Aer Lingus, Air Canada, Alitalia, American Airlines, America West Airlines, Air France, Olympic Airways, Royal Jordanian, SAS et Varig.
En 2011, la plupart des 747 appartiennent à des compagnies européennes ou asiatiques. Dans les années 1970, 17 compagnies nord américaines utilisaient des 747 pour leurs liaisons commerciales. Elles n'étaient plus que deux en 2017 : Delta Air Lines et United Airlines. United Airlines a opéré son dernier vol commercial en 747 le 7 novembre 2017  et Delta Air Lines a effectué son dernier vol commercial le 19 décembre 2017 .
La crise économique liée à la pandémie de Covid-19 a précipité en 2020 le retrait des avions les plus vieux chez la majorité des compagnies aériennes. Le retrait des 747 chez Qantas et KLM, les deux compagnies ont effectué leur dernier vol commercial en 747 le 29 mars 2020 ,. British Airways annonce le 17 juillet 2020 le retrait définitif de l'ensemble des 747 (31) de sa flotte,. En France, Corsair a annoncé le 19 avril 2020 le retrait de ses 3 Jumbo Jet de sa flotte. Entre le 1er janvier et le 31 décembre 2021, le nombre de Boeing 747 utilisé pour le transport de passagers passe de 165 à 55.
| 1 | Lufthansa        | 27 |
| 2 | Korean Air       | 12 |
| 3 | Air China        | 10 |
| 4 | Rossiya Airlines | 9  |

| 1 | Atlas Air            | 35 |
| 2 | UPS                  | 29 |
| 3 | Cargolux             | 26 |
| 4 | Kallita Air          | 24 |
| 5 | Cathay Pacific Cargo | 20 |
| 6 | China Airlines Cargo | 18 |
| 7 | AirBridgeCargo       | 17 |

### Commandes et livraisons
- Livraisons de Boeing 747 par variante depuis 1969   - Boeing 747-100
  - Boeing 747-200
  - Boeing 747-300
  - Boeing 747-400 (Passagers)
  - Boeing 747-400 (Fret)
  - Boeing 747-8
  - Boeing 747-8F

| Année      | 1966 | 1967 | 1968 | 1969 | 1970 | 1971 | 1972 | 1973 | 1974 | 1975 | 1976 | 1977 | 1978 | 1979 | 1980 | 1981 | 1982 | 1983 |
| ---------- | ---- | ---- | ---- | ---- | ---- | ---- | ---- | ---- | ---- | ---- | ---- | ---- | ---- | ---- | ---- | ---- | ---- | ---- |
| Commandes  | 83   | 43   | 22   | 30   | 20   | 7    | 18   | 29   | 29   | 20   | 14   | 42   | 76   | 72   | 49   | 23   | 14   | 24   |
| Livraisons | -    | -    | -    | 4    | 92   | 69   | 30   | 30   | 22   | 21   | 27   | 20   | 32   | 67   | 73   | 53   | 26   | 22   |

| Année      | 1984 | 1985 | 1986 | 1987 | 1988 | 1989 | 1990 | 1991 | 1992 | 1993 | 1994 | 1995 | 1996 | 1997 | 1998 | 1999 | 2000 | 2001 |
| ---------- | ---- | ---- | ---- | ---- | ---- | ---- | ---- | ---- | ---- | ---- | ---- | ---- | ---- | ---- | ---- | ---- | ---- | ---- |
| Commandes  | 23   | 42   | 84   | 66   | 49   | 56   | 122  | 31   | 23   | 2    | 16   | 32   | 56   | 36   | 15   | 35   | 26   | 16   |
| Livraisons | 16   | 24   | 35   | 23   | 24   | 45   | 70   | 64   | 61   | 56   | 40   | 25   | 26   | 39   | 53   | 47   | 25   | 31   |

| Année      | 2002 | 2003 | 2004 | 2005 | 2006 | 2007 | 2008 | 2009 | 2010 | 2011 | 2012 | 2013 | 2014 | 2015 | 2016 | 2017 | 2018 | 2019 | 2020 | Total |
| ---------- | ---- | ---- | ---- | ---- | ---- | ---- | ---- | ---- | ---- | ---- | ---- | ---- | ---- | ---- | ---- | ---- | ---- | ---- | ---- | ----- |
| Commandes  | 17   | 4    | 10   | 46   | 53   | 16   | 2    | 5    | 1    | 3    | 7    | 13   | 2    | 6    | 18   | 6    | 18   | 0    | 0    | 1 571 |
| Livraisons | 27   | 19   | 15   | 13   | 14   | 16   | 14   | 8    | -    | 9    | 31   | 24   | 19   | 18   | 9    | 14   | 6    | 7    | 1    | 1 556 |

Données de Boeing, mars 2020,

Livraisons de Boeing 747 par variante depuis 1969 Boeing 747-100 Boeing 747-200 Boeing 747-300 Boeing 747-400 (Passagers) Boeing 747-400 (Fret) Boeing 747-8 Boeing 747-8F

Le nombre de livraisons est en diminution ces dernières années[Quand ?], bien que le chiffre historique de 1500 ventes ait été atteint en 2014 avec la vente d'un 14e 747-8I à Lufthansa. En 2010, aucun 747 n'a été livré, et la seule commande enregistrée porte sur une version de prestige (VIP).
La dernière livraison de 747 par Boeing à eu lieu le 31 Octobre 2021 à la compagnie cargo Atlas Air.

## Accidents et incidents

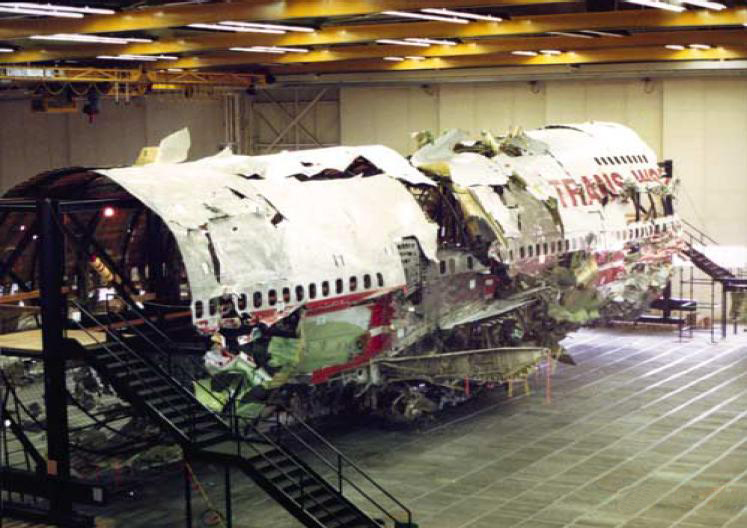
Reconstitution d'une partie du fuselage du 747-131 opérant le vol 800 TWA qui reliait New York à Paris.

De sa mise en service a septembre 2017, le 747 a connu 146 accidents et incidents dont 61 avec perte de l'appareil, pour un total de 3 722 morts ; le dernier accident est celui du vol Turkish Airlines 6491 en janvier 2017. 32 détournements ont causé 24 morts, le plus notable étant celui du vol 73 de la Pan Am, au cours duquel quatre terroristes ont détourné un Boeing 747-121, et causé la mort de vingt personnes.
Peu d'accidents sont attribués à des erreurs de conception du 747. L'accident de Tenerife a pour cause une erreur d'un des pilotes et un problème de compréhension avec la tour ; ceux des vols 123 de Japan Airlines et 611 de China Airlines sont provoqués par des réparations non conformes. Le 24 février 1989, le 747 du vol 811 de United Airlines subit une décompression explosive en plein vol à cause d'un problème de verrouillage de la porte cargo ; le Conseil national de la sécurité des transports (National Transportation Safety Board, NTSB) recommande alors de modifier les portes en question sur les 747-200. Un chasseur soviétique abat l'avion du vol 007 de Korean Air Lines en 1983 lorsqu'il survolait un territoire de l'URSS; en conséquence, le président américain Ronald Reagan autorise l'utilisation de GPS, utilisé jusqu'alors exclusivement par les militaires, à des fins civiles.
Les accidents dus à des erreurs de conception comprennent celui du 747-100 du vol 800 de TWA qui explose en vol, le 17 juillet 1996. L'accident est probablement dû à des étincelles dans les câbles électriques qui courent à l'intérieur du réservoir. Cette découverte pousse la FAA à soumettre la proposition d'une règle pour l'installation d'un système d'inertage dans le réservoir central des plus gros avions ; elle est adoptée en juillet 2008 après des années de recherche d'une solution. À cette époque, le nouveau système de sécurité doit coûter entre 100 000 et 450 000 dollars par avion et il pèse environ 90 kg (200 livres). En octobre 1992, le 747-200 du vol 1862 d'El Al s'écrase après l'arrachage d'un moteur en raison d'une fatigue des matériaux. Au lieu de tomber, le réacteur heurte celui d'à côté et endommage l'aile.
Néanmoins, selon les statistiques d'accidents d'avion concernant le Boeing 747, on remarque que le taux d'accident fatal est passé de 1.02 par million de vols effectués pour les modèles 747-100 à 300, à 0.06 pour le 747-400.

## Appareils préservés

### Musées

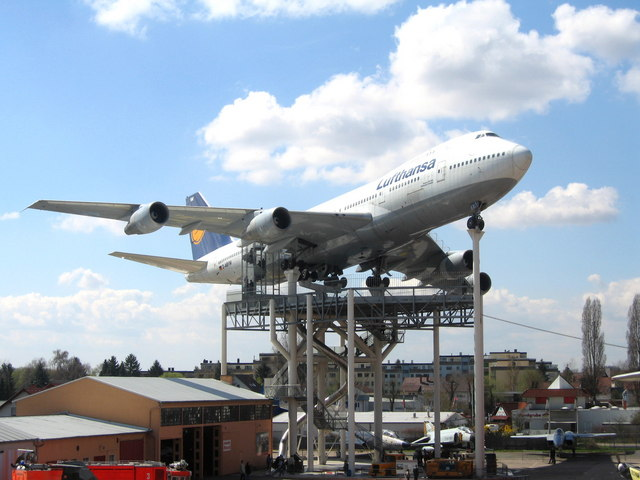
Boeing 747-200 Lufthansa au musée des techniques de Spire.

À la suite du nombre croissant de déclassements de Boeing 747-100 et 747-200, plusieurs d'entre eux se sont retrouvés dans des musées de l'aviation :
- Boeing 747-100[124], le premier 747 au Museum of Flight de Seattle, Washington, États-Unis ;
- KLM 747-200 (SUD) PH-BUK Louis Blériot à l'Aviodrome de Lelystad, Pays-Bas ;
- Qantas 747-200 VH-EBQ City of Bunbury au Qantas Founders Outback Museum, Longreach, Queensland, Australie ;
- South African Airways 747-200 ZS-SAN Lebombo et 747SP ZS-SPC Maluti à Johannesbourg, Afrique du Sud ;
- Lufthansa 747-200 D-ABYM Schleswig-Holstein au musée des techniques de Spire, Spire, Allemagne ;
- Air France 747-100 F-BPVJ au Musée de l'air et de l'espace, Aéroport du Bourget, Paris, France ;
- Iran Air 747-200F EP-ICC à la Tehran Aerospace Exhibition, Téhéran, Iran ;
- Korean Air 747-200 HL7463 au Jeongseok Aviation Center, Jeju, Corée du Sud[125] ;
- Northwest Airlines (premier 747 de la compagnie) au National Air and Space Museum, Washington, D.C., États-Unis[126].

### Autres utilisations

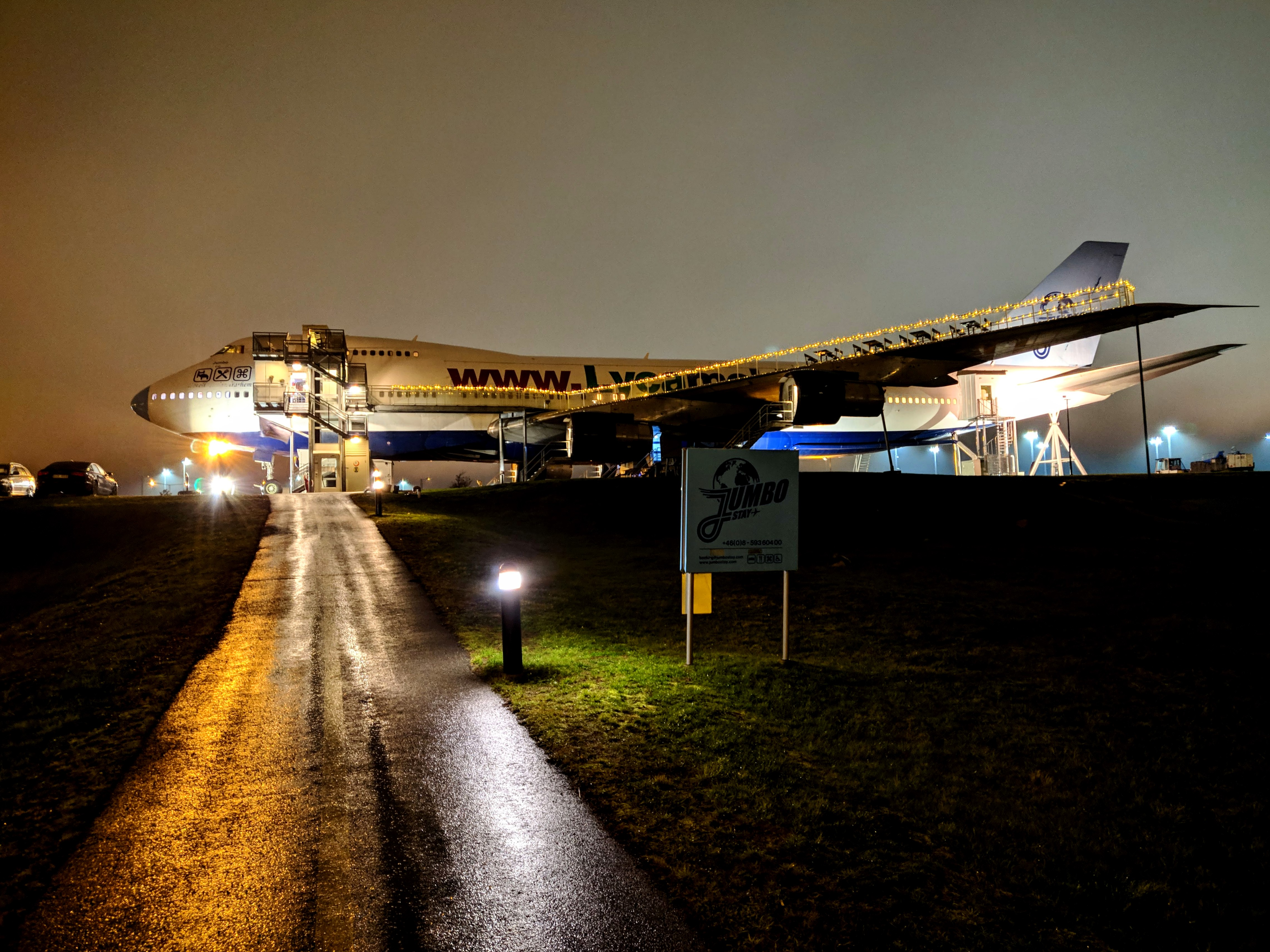
Vue de nuit du en.

Ouvert en 2009, l'hôtel Jumbo Stay situé aux abords de l'aéroport de Stockholm-Arlanda, propose à ses clients de séjourner dans un Boeing 747-212B reconverti. Ceux-ci peuvent alors expérimenter la suite située dans le cockpit de l'appareil, dormir dans un des réacteurs ou bien séjourner dans une des trente-trois chambres de l'hôtel.

## Spécifications par modèle

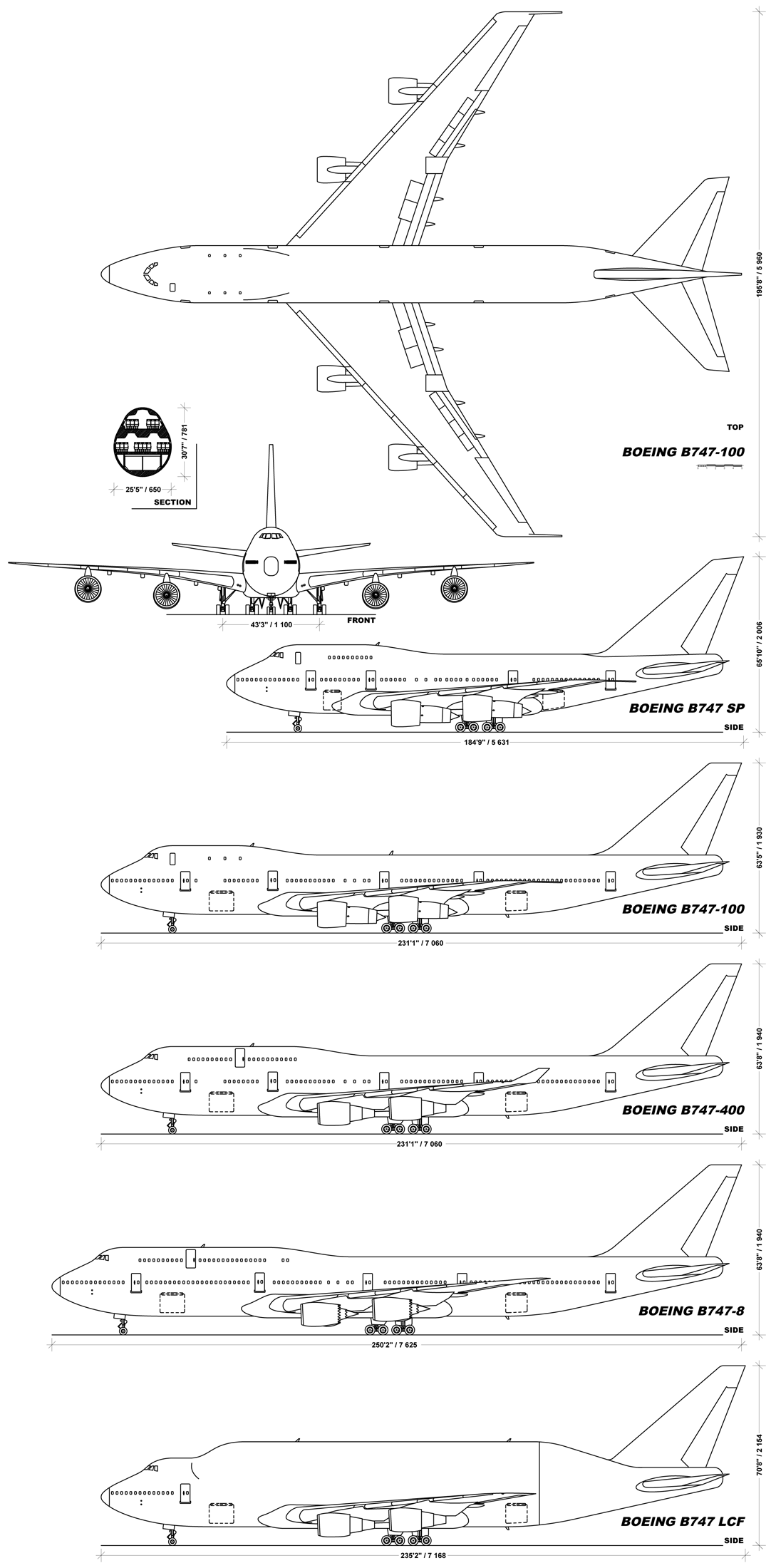
Planche architecturale de différentes versions du Boeing 747

Chaque Boeing 747 est propulsé par quatre turboréacteurs identiques. Trois motoristes (Pratt & Whitney, Rolls-Royce et GE Aviation) ont développé des turboréacteurs pour le 747, le choix du motoriste appartenant au client final. Les différents modèles de réacteurs pour les dernières versions de chaque série sont repris dans le tableau ci-dessous.
| Caractéristiques           | 747-100                                                     | 747-200B                                      | 747-300                                       | 747-400                                       | 747-400ER                                     | 747-8I                        |
| -------------------------- | ----------------------------------------------------------- | --------------------------------------------- | --------------------------------------------- | --------------------------------------------- | --------------------------------------------- | ----------------------------- |
| Équipage                   | Trois                                                       | Trois                                         | Trois                                         | Deux                                          | Deux                                          | Deux                          |
| Passagers                  | 366 (3 classes) 452 (2 classes) 480 (maximum)               | 366 (3 classes) 452 (2 classes) 480 (maximum) | 412 (3 classes) 496 (2 classes) 608 (maximum) | 416 (3 classes) 524 (2 classes) 660 (maximum) | 416 (3 classes) 524 (2 classes) 660 (maximum) | 467 (3 classes) 605 (maximum) |
| Longueur                   | 70,6 m                                                      | 70,6 m                                        | 70,6 m                                        | 70,6 m                                        | 70,6 m                                        | 76,4 m                        |
| Envergure                  | 59,6 m                                                      | 59,6 m                                        | 59,6 m                                        | 64,4 m                                        | 64,4 m                                        | 68,5 m                        |
| Hauteur                    | 19,3 m                                                      | 19,3 m                                        | 19,3 m                                        | 19,4 m                                        | 19,4 m                                        | 19,5 m                        |
| Masse à vide               | 162 t                                                       | 174 t                                         | 178 t                                         | 179 t                                         | 164 t                                         | 214 t                         |
| Masse maximum au décollage | 334 t                                                       | 378 t                                         | 378 t                                         | 397 t                                         | 413 t                                         | 440 t                         |
| Vitesse de croisière       | Mach 0,84 (895 km/h)                                        | Mach 0,84 (895 km/h)                          | Mach 0,84 (895 km/h)                          | Mach 0,85 (913 km/h)                          | Mach 0,855 (918 km/h)                         | Mach 0,855 (918 km/h)         |
| Vitesse maximale           | Mach 0,92                                                   | Mach 0,92                                     | Mach 0,92                                     | Mach 0,92                                     | Mach 0,92                                     | Mach 0,90                     |
| Distance franchissable     | 8 500 km / 4 600 nmi                                        | 12 700 km / 6 850 nmi                         | 12 400 km / 6 700 nmi                         | 13 450 km / 7 270 nmi                         | 14 205 km / 7 670 nmi                         | 14 815 km / 8 000 nmi         |
| Capacité kérosène          | 183 380 l                                                   | 199 158 l                                     | 199 158 l                                     | 216 840 l                                     | 241 140 l                                     | 240 410 l                     |
| Consommation à charge max. | 18,7 l/km                                                   | 15,7 l/km                                     | 16,1 l/km                                     | 16,1 l/km                                     | 17 l/km                                       | 14,6 l/km                     |
| Moteurs (x 4)              | PW JT9D-7A 747-100B uniquement : GE CF6-45A2 RR RB211-524B2 | PW JT9D-7R4G2 GE CF6-50E2 RR RB211-525D4      | PW JT9D-7R4G2 GE CF6-80C2B1 RR RB211-524D4    | PW 4062 GE CF6-80C2B5F RR RB211-524H          | PW 4062 GE CF6-80C2B5F                        | GEnx-2B67                     |
| Poussée moteur (x 4)       | 207 kN PW 207 kN GE 223 kN RR                               | 243 kN PW 233 kN GE 236 kN RR                 | 243 kN PW 247 kN GE 236 kN RR                 | 282 kN PW 276 kN GE 265 kN RR                 | 282 kN PW 276 kN GE                           | 299,8 kN GE                   |

## Dans la culture populaire
Les Boeing 747 de par leur taille impressionnante (et donc de par le nombre élevé de victimes en cas d'accident) ont souvent figuré au scénario de films américains à suspense jouant sur la peur des catastrophes aériennes. Peu de temps après le lancement des premiers appareils, ceux-ci ont été utilisés comme décor privilégié de différents films catastrophes, par exemple 747 en péril (1974) et Les Naufragés du 747 (1977). Harrison Ford a ensuite interprété un rôle dans le film Air Force One (1997) se déroulant dans l’avion présidentiel du même nom et en 2006, des serpents agressifs ont sévi dans un 747 dans le film Des serpents dans l'avion (2006). Un 747 transportait en 1979 une des navettes spatiales Moonraker dans le James Bond du même nom. L'Année sainte, film français de 1976, se déroule principalement à bord d'un B-747 détourné au cours d'un vol de Paris à Rome. Un 747 cargo avait été demandé et mis à la disposition des terroristes (William Sadler) dans le film 58 minutes pour vivre (1990). Un 747 s'est écrasé sur un quartier résidentiel dans La Guerre des mondes de 2005, tandis que dans le film de Roland Emmerich 2012 la fille du président se sauve à bord d'Air Force One.
L’avion est cité dans la chanson Let’s Groove de Earth, Wind and Fire : « Move yourself and glide like a 747 », ainsi que dans Going to Brazil de Motörhead : « Here we go again on a 747, Looking at the clouds, On the other side of Heaven ».
L'avion est aussi cité dans la chanson Manhatan-Kaboul (2001), du chanteur Renaud (« Un 747, s'est explosé dans mes fenêtres »).
Dans le jeu vidéo Grand Theft Auto V, on peut voir et piloter des Boeing 747 dans l'aéroport international local.
La simulation Flight Simulator dispose de 747 (747-8i) disponible dans la version de base du jeu.

## Voir aussi

Le 747 comparé à d'autres avions :
Boeing 747-8
Hughes H-4 Hercules
Antonov An-225
Airbus A380-800